# The Legend of Zelda: Majora's Mask
Vous lisez un « article de qualité » labellisé en 2019.
The Legend of Zelda: Majora's Mask (ou simplement Majora's Mask) est un jeu d'action-aventure développé par Nintendo EAD et édité par Nintendo en 2000 sur la console Nintendo 64. Sixième jeu paru dans la franchise The Legend of Zelda et second en trois dimensions après Ocarina of Time, il est conçu en à peine plus d'un an par une équipe dirigée par Eiji Aonuma et Yoshiaki Koizumi et produit par Shigeru Miyamoto.
Il présente des graphismes améliorés et plusieurs modifications du gameplay par rapport à son prédécesseur, bien qu'un certain nombre d'éléments et de modèles de personnages soient réutilisés, un choix provoqué par des contraintes de temps. La version Nintendo 64 du jeu nécessite l'utilisation de l'Expansion Pak, un accessoire augmentant les capacités de la mémoire de la console, et qui permet de produire des graphismes de meilleure qualité. Le jeu introduit plusieurs concepts novateurs basés sur un cycle temporel de trois jours se répétant sans cesse et sur l'utilisation de masques permettant de transformer le protagoniste, Link, en différentes créatures. Au fur et à mesure que le joueur progresse dans le jeu, Link apprend également de nombreuses mélodies à l'ocarina qui lui permettent de contrôler des flux temporels ou d'ouvrir des passages vers des temples. Le jeu reprend le gameplay caractéristique de la série Zelda, qui consiste à traverser avec succès des temples composés de plusieurs salles de donjons contenant des énigmes plus ou moins complexes à résoudre et des ennemis à vaincre.
Majora's Mask se déroule à Termina, un univers parallèle à Hyrule, qu'une chute de lune géante menace de détruire au bout de trois jours, à moins que le joueur ne réussisse à éviter la catastrophe imminente. L'antagoniste principal est un lutin appelé Skull Kid, qui a dérobé une relique ancienne et puissante, le « Masque de Majora », à un vendeur de masques énigmatique. Skull Kid utilise les nouveaux pouvoirs que lui confère ce masque pour arracher la lune à son orbite et la faire progressivement tomber sur Termina, où elle doit s'écraser 72 heures plus tard. À la demande du vendeur, Link tente de remonter dans le temps à plusieurs reprises à l'aide d'un ocarina magique pour récupérer le masque et empêcher l'apocalypse. Au cours de son périple, il récolte des masques uniques en aidant les habitants de Termina, ce qui lui octroie une gamme variée de capacités, dont le changement de forme.
Majora's Mask est salué par la presse spécialisée lors de sa sortie, grâce à ses innovations en matière de gameplay et à la qualité de ses graphismes. Le jeu reste apprécié des joueurs, bien que certains lui reprochent son ambiance atypique et son système de cycle de trois jours à remonter continuellement. Il obtient deux récompenses décernées par l'Academy of Interactive Arts and Sciences en 2001 dans les catégories du meilleur jeu d'action-aventure de l'année sur console et du meilleur game design. Il est depuis considéré comme l'un des plus grands jeux vidéo jamais réalisés. Écoulé à 3,3 millions d'exemplaires à travers le monde, il est réédité en 2003 sur GameCube dans la compilation The Legend of Zelda: Collector's Edition, en 2009 sur la console virtuelle de la Wii, puis en 2016 sur celle de la Wii U. Un remake est publié en 2015 sur Nintendo 3DS, sous le titre The Legend of Zelda: Majora's Mask 3D.

## Trame

### Chronologie et placement dans la série
The Legend of Zelda: Majora's Mask est le sixième jeu de la série du même nom. Les évènements qui se déroulent dans le jeu prennent place directement après ceux du jeu Ocarina of Time, et précèdent ceux survenant dans le jeu Twilight Princess,,. Majora's Mask se situe chronologiquement au début de l'univers parallèle de la série, où Link a réussi à vaincre son ennemi Ganon dans Ocarina of Time et a toujours l'apparence d'un enfant,. Devenu le « Héros du temps », il est parvenu à sauver Hyrule ; la Triforce est dès lors en sécurité, et la princesse Zelda saine et sauve. Celle-ci renvoie alors Link dans son enfance grâce à l'Ocarina du temps.

### Univers
The Legend of Zelda: Majora's Mask se déroule dans un univers médiéval-fantastique appelé Termina, un monde parallèle à Hyrule, cadre principal de la plupart des jeux Zelda. Lors de la création d'Hyrule par les trois déesses Din, Nayru et Farore au début des temps, certains effets secondaires n'ont pas été anticipés. Alors que celles-ci instillaient la vie dans le monde, leur souffle puissant glissa entre de minuscules fissures dans les replis de l'espace et créa de nombreux mondes alternatifs. L'un de ces mondes est devenu ce qui est connu sous le nom de Termina,.
Selon la légende, Termina est divisé en quatre quadrants par quatre Géants vivant dans chacune des régions de ce monde. Au centre de cet univers, se situe la ville de Bourg-Clocher, réputée pour son immense horloge, égrenant les heures précédant le Carnaval du temps, une cérémonie au cours de laquelle les habitants de Termina honorent les Géants. La ville est entourée par la plaine de Termina, qui donne accès aux quatre zones, représentant chacune un point cardinal. Ainsi, figurent le marais, la montagne, l’océan et le canyon. Chaque territoire contient un temple et est habité par différents peuples, bien que la région d'Ikana regroupe plutôt des âmes défuntes et des esprits. Le marais de Bois-Cascade situé au sud de Bourg-Clocher, où vivent les Mojos, contient le palais Mojo et le temple de Bois-Cascade. Le Pic des Neiges, qui accueille le village des Gorons, est une région montagneuse au nord de Bourg-Clocher, dominée par le temple du Pic des Neiges, qui connaît un hiver exceptionnellement long. Les Zoras et les Gerudos vivent dans la Grande Baie, au bord de l’océan, à l'ouest de Bourg-Clocher, où se trouvent la Forteresse des pirates et le temple de la Grande Baie,. La vallée Ikana est une région désolée, à l'est de Bourg-Clocher,, hantée par des fantômes et esprits emplis de haine et de regrets, où figure la Forteresse de pierre. Chaque donjon de chaque région subit les mauvais effets du boss qui règne sur les lieux. Majora's Mask a aussi la particularité de proposer des décors variés, mais également changeants. Chaque victoire dans une région contre un boss provoque la fin de leur malédiction, et la modification des décors vers un état plus sain et neutre. Par exemple, la neige laisse place à l'herbe et au soleil, ou les marais dont l'eau est empoisonnée redevient claire,.
Le Ranch Romani se situe au sud-ouest de Bourg-Clocher au bout de la route du Lait,. Après la dernière confrontation avec Skull Kid, Link est transporté à l'intérieur de la lune, représentée par un champ vert avec un seul grand arbre au centre.
Termina est un univers glauque, anxiogène et terrifiant, plus noir et plus torturé que les précédents jeux de la franchise,,. Ce monde est dominé par une lune anthropomorphique affichant un visage au regard menaçant,. Le cycle de temps représenté par les trois jours avant la destruction de Termina procure un stress et une ambiance inédite dans la série. L'ambiance n'est pas la plus chaleureuse dans cet univers parallèle dont même le nom « Termina » résonne comme une mise en garde, comme l'annonce d'une fin. L'ambiance étrange est délibérément renforcée par certains effets, comme la cinématique affichant un effet de flou et de distorsion lorsque Link se transforme en Peste Mojo, où il semble vivre un véritable cauchemar, poursuivi par des centaines de Mojo géants « qui ne peuvent que lui réserver un sort pire que la mort ». D'autres moments participent à l'ambiance, comme lorsque Link appose les masques sur son visage et hurle à la mort, révélant une souffrance élevée, ou la fin du jeu présentant le contraste entre l'atmosphère paisible qui règne et les épreuves terrifiantes que demandent de relever les enfants. De plus, les palettes de couleurs utilisées pour les décors évoluent au fil des heures et deviennent de plus en plus glauques. La sensation d'urgence liée à l'égrenage du temps est renforcée par la présence d'un cycle jour-nuit,. Les graphismes affichent différentes luminosités en fonction des moments de la journée,. La mélodie de l'horloge s'accélère à mesure que le joueur avance dans le temps et que la lune s'approche ; les habitants sont de plus en plus anxieux et changent, le ciel vire au vert et le sol se met à trembler,,. De nombreux mini-jeux en temps limité viennent renforcer cette sensation, comme l'existence d'un emploi du temps précis pour chaque personnage obligeant le joueur à choisir le bon moment pour tenter de les rencontrer.
Cet univers semble cependant plus avancé qu'Hyrule. Par exemple, Bourg-Clocher possède une banque, le peuple Zora bénéficie d'un niveau d'avancement technique inédit, sa base s'apparentant à une centrale hydroélectrique, et il existe des musiciens dont un groupe aux styles rock et jazz.

### Personnages
Link est le personnage principal. Il reprend le design de Link enfant dans Ocarina of Time, puisque les deux jeux sont des suites directes et les deux personnages sont la même personne (ce qui n'est pas toujours le cas dans d'autres jeux de la série),. Link est un jeune hylien pensant être un kokiri et étant vêtu comme tel, reprenant l'aspect de Peter Pan avec sa tunique verte,,. Cependant, les multiples transformations provoquées par les masques qu'il porte lui procurent de nombreux aspects différents. Il se métamorphose notamment en Peste Mojo, en Goron ou en Zora. Le personnage joueur prend la forme de ces créatures, tout en ressemblant toujours un peu à Link. Lors de la confrontation finale contre l'incarnation de Majora, Link peut se transformer en guerrier puissant ressemblant à Link adulte, appelé Oni Link (ou Kishin Link), habillé de bleu et brandissant une épée à doubles lames entrelacées,. Contrairement à Ocarina of Time qui permet d'atteindre l'âge adulte, Link reste à l'état d'enfant, âgé de sept ans dans Majora's Mask. Le joueur peut prendre le contrôle d'un personnage qui n'est pas Link (Kafei dans une quête annexe).

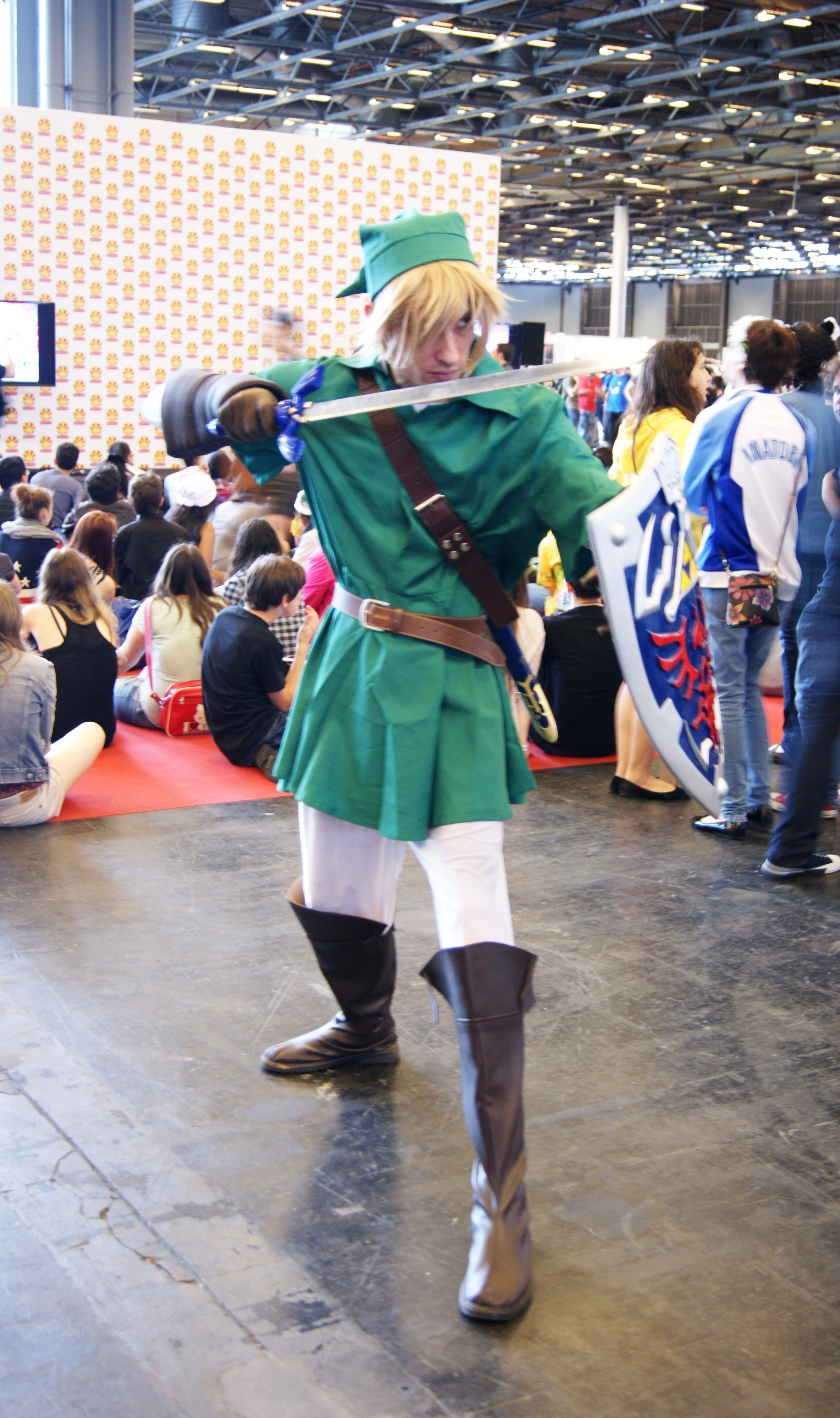
Link est le personnage principal de Majora's Mask (cosplay).

Le jeu ne comporte ni la princesse Zelda (celle-ci n'apparaît à Link qu'une seule fois en tant que souvenir), ni la Triforce, ni l'antagoniste principal de la franchise Ganon. Link, seul référent important de la franchise présent dans le jeu, est condamné à un tout autre destin que le sien dans la plupart des jeux classiques de la franchise, sauver la princesse Zelda.
Le lutin espiègle appelé Skull Kid est présenté comme l'antagoniste principal. Cependant, il n'est que la marionnette du véritable antagoniste et incarnation du mal dans cet épisode, le masque de Majora,. Les quatre Géants sont des dieux protecteurs de Termina. Mais ils sont amis de Skull Kid, et lorsqu'ils se séparèrent aux quatre points cardinaux pour accomplir leur mission pour protéger les régions de Termina, Skull Kid se sentit abandonné, et son désespoir se transforma en folie machiavélique lorsqu'il mit le masque de Majora,. Il n'est en fait pas l'unique responsable de toutes les mésaventures survenant à Termina, et subit donc les effets néfastes du masque de Majora.
Termina accueille des peuples nombreux et étranges, et des personnages atypiques, parfois mal intentionnés et le plus souvent effrayants. Une grande partie des habitants de Termina ne sont que des clones des personnages secondaires d'Ocarina of Time, avec des changements de noms et parfois quelques modifications mineures de leur aspect, mais ne laissant pas de doute sur leur origine. Par exemple, le personnage de Talon (avec ses airs de Mario) devient M. Barten, exploitant d'un bar à lait, Malon se réincarne dans Romani et Cremia, deux sœurs qui dirigent le ranch Romani,. Seuls Link, Skull Kid et Epona sont des personnages déjà présents dans Ocarina of Time, et revenant dans Majora's Mask sous la même identité. Majora's Mask est la première apparition de Tingle, un personnage trentenaire qui pense être la réincarnation d'une fée, et qui apprécie tout particulièrement les rubis,,. Dans cet épisode, il flotte dans les airs grâce à un ballon et cartographie l'univers de Termina, et peut donc fournir des cartes à Link,,.
Les différentes régions de Termina sont habitées par les peuples Hyliens, Mojos, Gorons, Zoras et Gerudos. Les Mojos sont des monstres méfiants et normalement peu hostiles aux corps constitués de bois et de feuilles avec des yeux brillants et une bouche ronde, qui vivent dans les forêts et les marais. Ils ont cependant tendance à créer régulièrement des complications, parfois malgré eux. Les Gorons sont des créatures massives ressemblant et mangeant des rochers. Ils sont lourds et solides, peuvent se mettre en boule et rouler sur le sol, et s'établissent dans des régions volcaniques, mais restent pour la plupart amicaux. Les Zoras ressemblent à des habitants d'Hyrule, mais vivent dans l'eau, sont adaptés à cet élément et présentent donc des nageoires. C'est un peuple amical, mais qui limite ses contacts avec toutes les autres créatures. Les Gerudos sont un peuple entièrement constitué de femmes, vivant dans des déserts arides et impitoyables qui portent leur nom. Ceux-ci survivent essentiellement du vol. La vallée d'Ikana regroupe des fantômes, des esprits emplis de haine et de regrets,. Le jeu reprend une partie du bestiaire du précédent jeu, et rajoute de nouveaux monstres. Link fait donc face à une faune, mais aussi une flore hostiles,.
Les Bombers sont un groupe de jeunes enfants de la ville de Bourg-Clocher. Majora's Mask comporte des grandes fées dans chaque région, mais qui se trouvent divisées en de nombreuses petites fées. Sur la lune, à la fin du jeu, quatre enfants portent les masques des quatre précédents boss du jeu. Le vendeur de masques itinérant est colérique et intimidant.

### Scénario

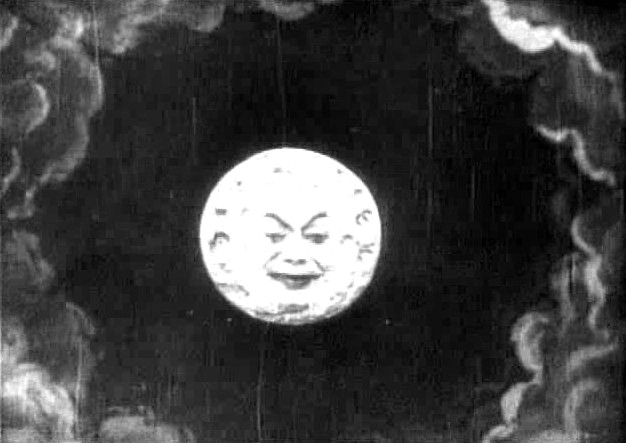
Termina est un monde dominé par une lune anthropomorphique affichant un visage au regard menaçant (image issue du film Le Voyage dans la Lune).

Quelques mois sont passés depuis les évènements survenus durant Ocarina of Time, et depuis, Link chevauche Epona et arpente sans succès la forêt d'Hyrule à la recherche de son amie, la fée Navi. Cependant, Skull Kid, un lutin affublé d'un étrange masque et accompagné de ses fées Taya et Taël, effraie sa monture, le désarçonne, puis, alors qu'il est inconscient après cette chute, lui dérobe l'Ocarina du temps et Epona. Ce masque est une relique ancienne dotée de certains pouvoirs maléfiques,. Link les suit dans une grotte sombre, où il tombe dans un immense trou, et affronte Skull Kid, qui se moque de lui et lui jette un sort qui le transforme en Peste Mojo. Skull Kid et Taël s'échappent, laissant fortuitement derrière eux Taya, qui insiste et convainc Link d'accepter son aide, dans le but de les retrouver,. Link parvient jusqu'à Termina, et rencontre le vendeur de masques, qui lui supplie de retrouver le masque que Skull Kid lui a dérobé, le masque de Majora, lui promettant de lui rendre son apparence initiale,,,.
Depuis une porte située dans la tour de l'horloge, Link et Taya entrent dans Bourg-Clocher, tandis que sa population se prépare pour le Carnaval du temps, une cérémonie annuelle qui se déroule trois jours plus tard. Celle-ci permet aux habitants d'invoquer la prospérité pour l'année à venir. Par la suite, ils apprennent que le Skull Kid les attend au sommet de la tour, qui n'est accessible que la veille du carnaval. Lors de leurs échanges avec les habitants, ils sont informés des ravages causés par Skull Kid avant leur arrivée. Au cours des trois jours précédant la cérémonie, Link permet de faire revivre la Grande fée divisée en petites fées par Skull Kid, se joint à un gang local de jeune de garçons appelé les Bombers et échange un bijou précieux appelé « Larme de lune » avec un Mojo, afin d'obtenir un accès à la fleur Mojo au centre de la ville, qui permet d'atteindre l'horloge. Le troisième jour à minuit, la tour de l'horloge s'ouvre, où Link et Taya se rendent. En arrivant au sommet, ils affrontent à nouveau Skull Kid, qui refuse de rendre le masque et utilise ses pouvoirs pour accélérer la collision de la lune avec Termina, puis met Link au défi d'arrêter le processus. Taël leur parle à la hâte d'une énigme : « Marais. Montagne. Océan. Canyon. Dépêche-toi, les quatre qui sont là... Amène-les ici ! » Link ne peut combattre Skull Kid, ni lui prendre le masque, mais parvient à récupérer l'Ocarina du temps, qu'il utilise pour remonter dans le temps et revenir trois jours plus tôt,,,.
Link rencontre alors à nouveau le vendeur de masques itinérant, qui s'aperçoit qu'il a retrouvé son ocarina et lui apprend le Chant de l'apaisement, lui permettant de retrouver sa forme originelle. Celui-ci scelle la malédiction Mojo dans un masque, qui permet par la suite à Link de se transformer en Peste dès qu'il en a le besoin. Découvrant que ce dernier n'a pas le masque de Majora, le vendeur lui explique que cet artéfact dissimule un pouvoir diabolique et apocalyptique qui était autrefois utilisé par une ancienne tribu lors de rituels magiques. Les problèmes causés par le masque sont si importants que les anciens « scellèrent le masque dans l'ombre pour toujours » afin d'éviter qu'il ne soit utilisé à mauvais escient,,,.
Link doit ensuite parcourir les quatre régions cardinales de Termina, le marais des Bois-cascade, les montagnes du Pic des Neiges, la Mer de la grande baie et la vallée d'Ikana, car chacune d'entre elles cache l'un des quatre Géants, qui peuvent une fois réunis empêcher la chute de la lune. Pendant ce temps-là, Skull Kid frappe chaque région d'une terrible malédiction qui sévit parmi ses habitants et scelle chaque Géant. Pour lever les malédictions et libérer les Géants, Link doit pénétrer dans le donjon de chaque région et vaincre son boss. En remontant régulièrement le cycle trois jours, il parvient à ses fins et obtient alors le pouvoir d'invoquer le Géant qu'il a libéré, grâce à des masques créés par le biais du Chant de l'apaisement et des esprits de braves et courageux Goron et Zora,,,,,.
Quand Link parvient à lever les quatre malédictions, il monte au sommet de la tour de l'horloge au troisième jour à minuit pour affronter à nouveau Skull Kid. Il appelle les quatre géants, qui stoppent la descente de la lune. Link s'aperçoit que Skull Kid n'est plus qu'une poupée inanimée, lorsque le masque de Majora le quitte pour atteindre la lune. Il suit alors le masque dans la lune et le vainc, ramenant la lune à sa place initiale dans le ciel. Les quatre géants retournent dans leur sommeil, puis les fées Taya et Taël retrouvent Skull Kid qui se trouve libéré. Le vendeur de masques reprend le masque de Majora, affirmant qu'il a été purifié de son pouvoir diabolique. Link s'éloigne sur Epona pendant que les habitants de Termina célèbrent le Carnaval du temps et l'aube d'un nouveau jour. Taya tombe en larmes en regardant son ami partir. Link se retrouve alors dans une forêt mystérieuse à la recherche de Navi, et se dirige vers une lumière mystérieuse,,,.

## Système de jeu

### Généralités

#### Concept et reprise dugameplayd'Ocarina of Time
The Legend of Zelda: Majora's Mask est un jeu d'action-aventure se déroulant dans un univers médiéval-fantastique qui mêle résolution d'énigmes, recherches d'objets et action comme des combats à l'épée en temps réel. Il reprend le système de jeu de son prédécesseur, développe certains aspects et en introduit d'autres inédits. Les séquences de jeu sont réalisées en trois dimensions et affichées dans une vue objective laissant apparaître l'avatar au premier plan en position centrale à l'écran (le jeu passe en vue subjective lorsque le personnage utilise l'arc). Le joueur dispose d'une grande liberté d'action dans cet univers en trois dimensions. Comme dans les précédents opus, Link peut effectuer des opérations de base tel que marcher, courir et faire de petits sauts lorsqu'il utilise son arme, ou converser et interagir avec d'autres personnages. Il doit utiliser des armes pour combattre des ennemis et des objets pour résoudre des énigmes. Son arme principale est l'épée, mais il en acquiert d'autres au cours du jeu. Il peut bloquer ou renvoyer des attaques avec son bouclier, assommer des ennemis en lançant des noix Mojos, attaquer à distance avec un arc et des flèches et utiliser des bombes pour détruire les obstacles et endommager les ennemis. Il peut également s'accrocher à des objets ou paralyser ses ennemis avec le grappin. Link dispose de pouvoirs magiques par le biais de divers objets, comme les flèches magiques, une attaque en charge, ou des items spéciaux,. Il dispose également de son arsenal classique d'armes secondaires comme l'arc et les flèches, les bombes ou le grappin. Il peut obtenir des bouteilles vides qui permettent de conserver des liquides comme de l'eau, ou le monocle de vérité, qui dévoile certains éléments invisibles à l'œil nu,.

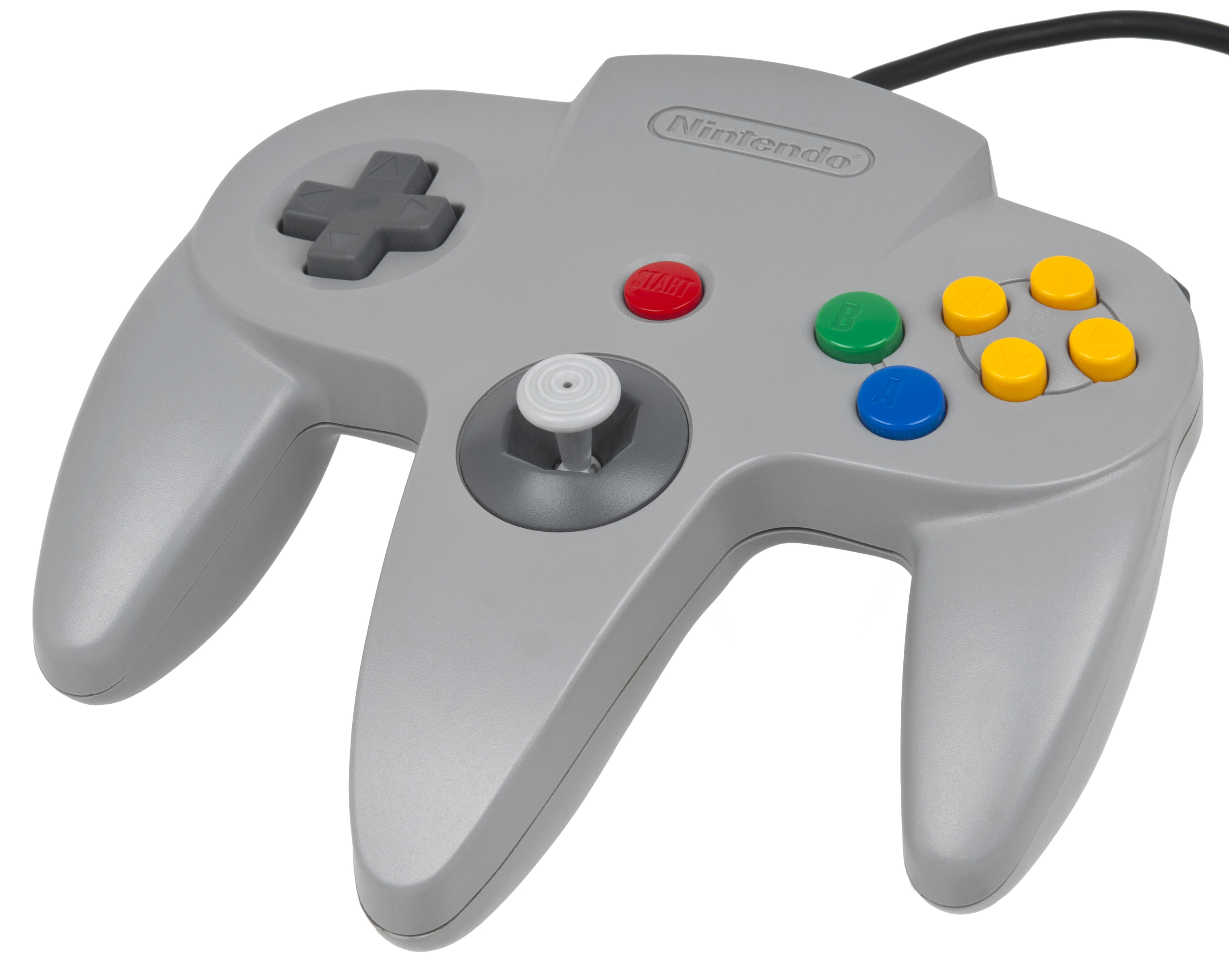
Majora's Mask reprend le gameplay ainsi que les contrôles de son prédécesseur, Ocarina of Time.

Le jeu reprend les mêmes contrôles et capacités que le précédent opus, Ocarina of Time. Link peut attaquer avec une attaque chargée, sauter en arrière dans un salto pour esquiver des coups. Le système de contrôles est identique à celui d'Ocarina of Time. Dans les combats, le joueur bénéficie du système identique à celui du premier opus, qui permet de verrouiller la cible avec un bouton et attaquer. Le personnage joueur reste donc toujours et automatiquement de face à son ennemi et peut tourner autour de lui, tant que le joueur ne relâche pas le bouton. Le système d'assignation d'objets aux boutons fléchés jaunes du précédent opus est reconduit,. Link est accompagné de la fée Taya, qui l'aide dans sa quête.
La santé de Link est matérialisée par une série de cœurs, représentant des points de vie, qui se vident en tout ou partie en fonction des dommages reçus. Le joueur peut augmenter son nombre de cœurs en trouvant les 52 quarts de cœur disséminés ou cachés à travers Termina, ou en les obtenant dans les donjons,,. Quand le joueur a collecté quatre quarts, un nouveau cœur vient augmenter sa barre de vie. Comme dans la plupart des jeux de la franchise, les ennemis une fois vaincus laissent derrière eux des rubis, la monnaie fictive du jeu, qui permettent au joueur d'acheter des armes ou des objets dans les différents magasins. Le joueur peut en récupérer auprès des personnages joueurs, ou ramasser ceux qui sont aléatoirement cachés, par exemple dans l'herbe. De la même manière, le joueur peut récupérer des cœurs de vie, laissés par les ennemis, cachés ou donnés, régénérant la santé de Link. Il peut également récupérer des petites fioles vertes permettant de remplir sa barre de magie.

#### Précisions sur legameplay
Majora's Mask alterne des phases de jeu dans des zones hostiles nécessitant des combats et des zones habitées privilégiant des interactions avec des personnages non-joueurs. Le joueur doit donc réaliser des phases de dialogues avec des personnages non-joueurs et des phases de recherches d'objets, en réalisant des quêtes secondaires. Il doit traverser des donjons contenant des énigmes et en éliminer les ennemis, éviter les pièges, trouver des objets et des coffres, et vaincre des boss. Tous ces éléments permettent au protagoniste d'avancer dans l'intrigue principale. Link doit explorer les quatre régions cardinales, afin de visiter chaque temple où il doit vaincre chaque boss et libérer chaque Géant, dans le but de retourner à Bourg-Clocher et d'affronter Skull Kid et empêcher la lune de s'écraser. Pour cela, il utilise son Ocarina du temps pour remonter régulièrement trois jours plus tôt et éviter la catastrophe, jusqu'à ce qu'il ait atteint son objectif, aidé par différents masques lui permettant de progresser dans sa quête,,,.

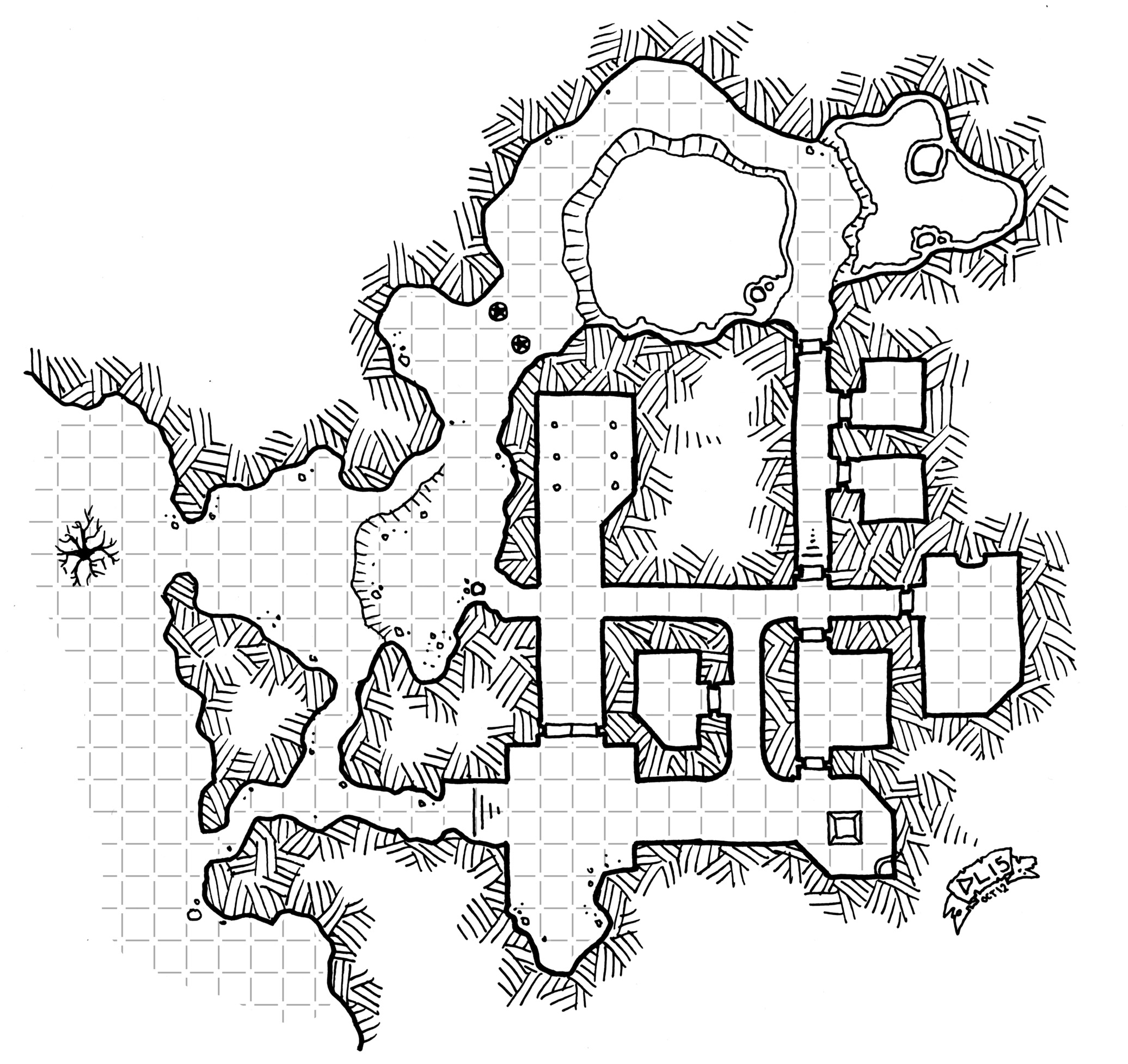
Comme à l'accoutumée, Majora's Mask propose au joueur de traverser des donjons, éliminer ses occupants hostiles, éviter les pièges et résoudre les énigmes.

Le jeu intègre également de nombreuses quêtes secondaires diverses,. Le joueur doit donc interagir avec des personnages non-joueurs qui pour la plupart ont un emploi du temps précis, alors que certaines quêtes se déroulent sur plusieurs jours. Celles-ci permettent d'obtenir des rubis, des quarts de cœur, mais la plupart donnent des masques. Le gameplay est donc beaucoup plus centré sur la vie de Termina que dans les autres jeux de la franchise qui privilégient les donjons. Ces derniers comportent également des quêtes annexes, qui consistent à récupérer quinze petites fées par donjon, qui octroient finalement améliorations et magies,. Link doit jouer à de nombreux mini-jeux. Ceux-ci peuvent prendre différentes formes, par exemple les courses Goron, celles des Zoras, des chiens ou des chevaux,. Le jeu des coffres de trésors, déjà présent dans les précédents opus sont également présents. Certains d'entre eux sont payants,,.

#### Spécificités deMajora's Masket nouveautés
Du précédent opus, Majora's Mask reprend le système de chansons jouées à l'ocarina produisant certains effets magiques et la transformation du personnage joueur grâce à des masques, des concepts sur lesquels reposent les fondements du jeu. La notion de voyage dans le temps est également abordée, cette fois-ci différemment, en introduisant un nouveau concept du cycle de trois jours, permettant au personnage de remonter régulièrement dans le passé à un moment précis. Le jeu comporte de nombreuses autres nouveautés comme le concept de l'emploi du temps et le système de l'agenda. Certains ennemis attaquent dès lors à plusieurs en même temps,. Le joueur peut obtenir les cartes de chaque zone auprès du personnage appelé Tingle, afin de les afficher en bas à droite de l'écran,. Le joueur peut obtenir un nouvel objet, un appareil photo appelé « Boîte à images », permettant de prendre un cliché,.
La version Nintendo 64 du jeu nécessite l'utilisation de l'Expansion Pak, un accessoire augmentant les capacités mémoire de la console, et qui permet de produire des graphismes plus fins et d'afficher plus de personnages à l'écran. Le brouillard de distance est très réduit et a quasiment disparu. Les ralentissements lorsque plusieurs personnages sont affichés en même temps à l'écran ont également disparu. La version occidentale du jeu intègre une fonctionnalité qui permet de sauvegarder l'avancement durant la quête, à l'entrée de tous les donjons,. En outre, toute nouvelle arme, nouveau masque, ou mélodie à l'ocarina est automatiquement sauvegardé dans l'inventaire. Et de surcroît dans cette version, les statues de hiboux dispersées dans les différentes régions permettent au joueur quand elles sont activées, de sauvegarder sa progression temporairement (jusqu'à l'extinction de la console, une sauvegarde définitive n'est effectuée que lorsque Link revient au premier jour). Les chansons apprises, les entrées dans le journal des Bombers, les plans, les cartes de donjon et les boussoles sont également conservées. L'intégralité du générique de fin est débloquée en finissant le jeu à 100 %.

### Masques

Le concept des masques, déjà esquissé dans Ocarina of Time, apparaît au premier plan dans le gameplay de Majora's Mask.

Le concept des masques est déjà esquissé dans Ocarina of Time, mais ne représente qu'une quête secondaire facultative. Désormais, les masques apparaissent au premier plan dans Majora's Mask. Lorsque Link met un masque sur son visage, il profite d'effets magiques et temporaires, comme la transformation en différentes créatures, ou l'obtention de capacités spécifiques, ce qui lui permet uniquement par la sorte d'accéder à certaines zones, de réussir certaines tâches ou actions, ou d'avancer dans l'intrigue. En fonction de la situation, le joueur doit donc choisir le masque le mieux adapté ou celui qui est nécessaire pour atteindre ses objectifs. Au total, Link peut collecter vingt-quatre masques. Il doit pour cela réaliser certains objectifs ou certaines quêtes secondaires,. Chaque zone de Termina est associée à un donjon qui met en lumière et nécessite une des trois transformations obtenues grâce aux masques. Le dernier donjon nécessite toutes les compétences liées aux masques principaux,.
Chaque transformation, possible à volonté, procure des capacités spécifiques au personnage joueur. Dès le début du jeu, Link est métamorphosé en Mojo, et par la suite, il peut rapidement transférer cette malédiction dans un masque qui lui permet de se retransformer en Peste Mojo à volonté. Sous cette forme, il peut effectuer une attaque en rotation, lancer des bulles, sauter sur l'eau et voler pendant une courte période en effectuant un saut en rentrant dans une fleur Mojo,,. Cependant, sous cette forme, sa petite taille l'empêche de sauter très haut et il ne sait pas nager. Par la suite, Link acquiert le masque Goron, qui lui permet de rouler très vite sur le sol comme une pierre, qui peut être équipée de pics, puis rouler avec une force meurtrière dans des ennemis ou des blocs à détruire. Sous cette forme, il a également la possibilité de piétiner le sol avec son corps massif et caillouteux, marcher dans la lave sans subir de dégâts et frapper vers le sol tout son poids pour déclencher des interrupteurs,,,. Toutefois, son poids lui impose une certaine lenteur, et par nature, il ne peut aller dans l'eau. Un masque permet de transformer Link en Zora et de nager plus rapidement et marcher au fond de l'eau, lancer deux nageoires en forme de boomerang, et générer un champ de force s'apparentant à une décharge électrique,,. Néanmoins, il s'avère très vulnérable à la glace et au feu. Ces trois transformations reçoivent des réactions différentes de la part des personnages non-joueurs. Par exemple, en Goron et Zora, Link peut quitter Bourg-Clocher à sa guise, alors qu'en Peste Mojo, il ne peut pas. Les animaux réagissent également face aux différentes formes de Link. Par exemple, ils sont indifférents à la forme normale de Link, l'attaquent en Mojo, sont effrayés lorsqu'il est en Goron, et le poursuivent en Zora.
Le dernier masque à être obtenu est celui de la Puissance des fées, uniquement utilisable lors des combats contre les boss, qui transforme Link en grand et puissant guerrier appelé Oni Link ressemblant à Link adulte (ou Kishin Link), et qui brandit une épée à doubles lames entrelacées, projetant des rayons sur les ennemis,,,. D'autres masques offrent des avantages situationnels et des capacités plus spécifiques. Par exemple, le masque du Lapin permet de courir plus vite et de gagner des minutes dans le cycle de temps de trois jours, le masque de la Grande Fée facilite la recherche des quinze mini-fées présentes dans chaque donjon. Le masque de la Momie empêche Link de se faire pétrifier par des goules en croisant leur regard, ou le masque de la Nuit blanche évite au porteur de s'endormir.
Le 25e masque est le masque de Majora, que Link ne peut obtenir,.

### Gestion du temps et musique
Majora's Mask présente un cycle de temps qui dure trois jours, se répétant sans cesse jusqu'à la fin de la partie. C'est l'un des jeux de la franchise The Legend of Zelda dans lequel la notion de cycle de temps limité est la plus importante. Le jeu se déroule donc durant trois jours consécutifs, et à leur terme, si le joueur n'a pas terminé le jeu, il doit remonter le temps à chaque fois, à l'aide de son ocarina et de différentes mélodies. Pour gérer le temps dans ce cycle qui se répète, l'interface affiche en bas de l'écran une horloge en forme de demi-cercle et d'une aiguille représentée par un petit soleil et une lune. Le jour en cours (1er, 2e, dernier) est également affiché,. Les 72 heures du cycle de trois jours représentent en réalité 54 minutes,. Le temps s'écoule dans toutes les zones, toutes les salles et tous les donjons. Il est seulement figé quand le joueur consulte son inventaire et durant les conversations. Une journée commence à 6 heures du matin et se termine à 18 heures. Un compte à rebours en temps réel commence lorsqu'il ne reste que 6 heures le dernier jour,. Link peut revenir à 6 heures du matin le premier jour en jouant le Chant du temps avec l'Ocarina du temps. Si le joueur ne le fait pas avant la fin des 72 heures, la lune s'écrase contre Termina. Elle détruit cet univers, la partie se termine, et le joueur perd une partie de ce qu'il a accumulé depuis sa dernière sauvegarde. Le retour à l'aube du premier jour sauvegarde les progrès et les principales réalisations du joueur, tels que la collecte de cartes, de masques, de musique et d'armes. Les énigmes, les clés et les objets mineurs sont perdus, de même que les rubis. Le joueur peut cependant déposer à tout moment ses rubis à la banque de Bourg-Clocher et ainsi les sauvegarder. D'autre part, la plupart des personnages ne gardent aucun souvenir de leur rencontre avec Link.

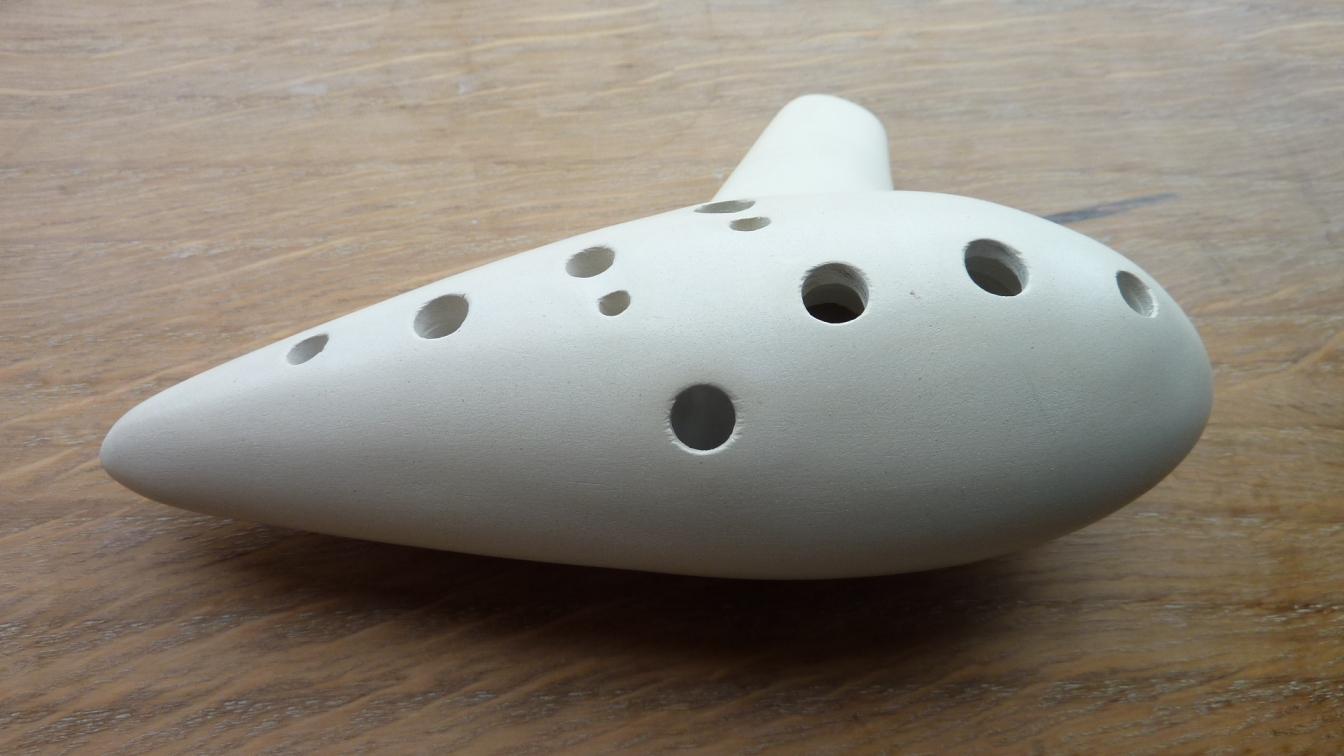
La musique jouée à l'ocarina revêt une grande importance dans le gameplay de Majora's Mask, notamment pour remonter le temps ou le ralentir.

La musique revêt une grande importance dans le gameplay de Majora's Mask. L'Ocarina du temps, déjà présent dans Ocarina of Time, permet de jouer tout un assortiment de nouvelles mélodies, notamment le Chant du temps qui permet à Link de remonter dans le temps et de recommencer plusieurs fois le cycle de trois jours et éviter la destruction de Termina. D'autres mélodies jouées à l'ocarina offrent différents effets magiques. Link peut ralentir le temps ou se déplacer au lendemain matin ou dans la soirée en jouant le Chant du temps inversé et le Chant du temps accéléré. L'instrument permet par exemple de manipuler la météo, ou déverrouiller les quatre temples. Des statues de hiboux dispersées dans certaines grandes régions du monde permettent au joueur quand elles sont activées, de sauvegarder sa progression et fournissent également des points de téléportation pour naviguer rapidement dans le monde, grâce à l'ocarina.
D'autre part, Link bénéficie de plusieurs masques lui permettant de se transformer en Peste Mojo, en Goron ou en Zora. Chacune de ces races possède un instrument spécifique, respectivement une trompette à plusieurs cornes, un tambour se portant à la taille et une guitare construite à partir d'un grand squelette de poisson. Certaines mélodies ne sont efficaces qu'avec un instrument particulier, donc dans la transformation adéquate.
Au cours du cycle de trois jours, de nombreux personnages non-joueurs possèdent un emploi du temps précis et des horaires fixes que Link peut suivre à l'aide du Journal des Bombers,. Celui-ci suit les vingt personnages qui ont besoin d'aide, comme un soldat à qui Link doit livrer des médicaments ou un couple qu'il doit réunir. Les barres bleues sur la ligne de temps du journal indiquent le moment où les interactions sont possibles avec les personnages et les icônes indiquent que Link a reçu des éléments, tels que des masques, de la part de ceux-ci,.

## Analyses et thématiques abordées

### Maturité
Majora's Mask est l'un des jeux les plus matures de la franchise,. Si dans A Link to the Past ou Ocarina of Time, le joueur navigue dans deux temporalités, opposant le monde de la Lumière au monde des Ténèbres, soit le présent et le futur, dans Majora's Mask, le joueur est coincé dans un second univers, de l'autre côté du miroir, donnant un effet plus mature. Le jeu évoque des thèmes sérieux, comme la mort, le bonheur ou la souffrance. Par exemple, une quête consiste à réunir deux amants séparés afin qu'ils puissent passer leurs derniers moments ensemble, ou dans une autre, un personnage joueur drogue sa sœur pour qu'elle ne soit pas lucide au moment de la fin du monde. La solitude est également évoquée par le biais du personnage de Skull Kid, qui ne supporte pas d'être séparé de ses amis, les quatre Géants.

« Il y a des choses que les plus grands saisiront tout de suite. Mais nous en avons également intégré d'autres qui peuvent être éventuellement comprises par des enfants. »

— Yoshiaki Koizumi

### Échec et fin du monde

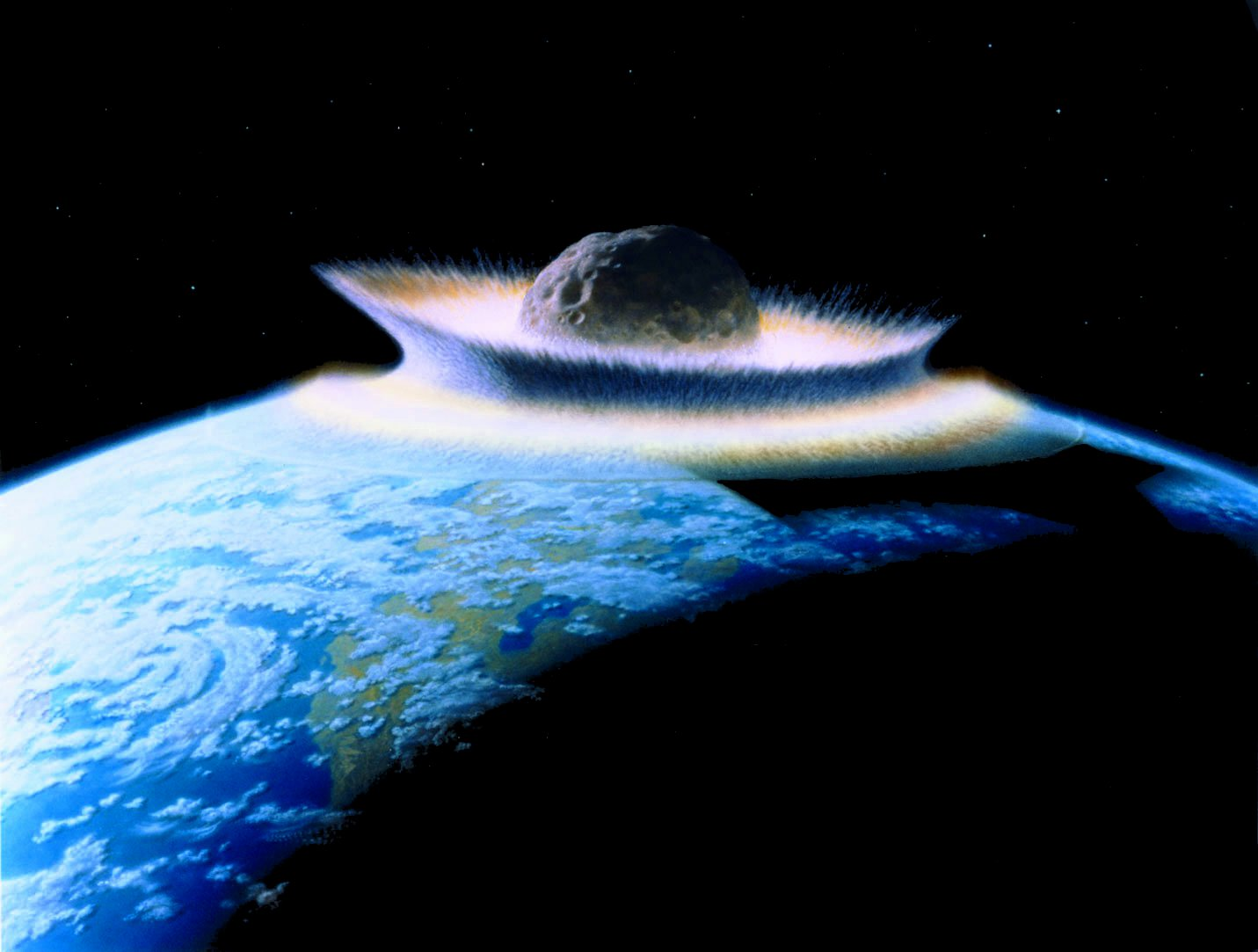
Majora's Mask offre tant dans sa trame principale que dans son gameplay un regard sur la fin du monde.

Majora's Mask offre tant dans sa trame principale que dans son gameplay un regard sur la fin du monde. Dès le début de la partie, le joueur est soumis à un compte à rebours l'obligeant à repousser l'apocalypse, en remontant dans le temps pour tenter de finalement contrecarrer l'inéluctable. L'univers bénéficie de la sorte d'une ambiance particulière, stressante, glauque et morose, dans lequel les personnages sentent la fin arriver. De plus, le jeu oblige à une part d'acceptation du sacrifice, dans la mesure où le joueur ne peut réaliser qu'une seule quête à la fois durant un cycle de trois jours, et laisse délibérément tous les autres personnages du jeu à une mort certaine. En outre, quand bien même Link réussirait une quête et en retirerait des bénéfices par le biais d'items ou de capacités, tous les personnages reviennent à leur état initial au début de chaque cycle,,.

### Passage du temps et acceptation de son état
Au-delà du traitement du temps dans le gameplay de manière plus approfondie que dans le précédent opus, Majora's Mask aborde le thème de l'acceptation de sa condition d'enfant,. Link est un enfant, qui est confronté à des problématiques d'adulte. Dans Ocarina of Time, il passe à l'âge adulte, mais retourne dès la fin du jeu dans son enfance. Dans Majora's Mask, une quête secondaire met en scène un personnage nommé Kafei, amoureux de sa compagne Anju, mais celui-ci a été transformé en enfant par Skull Kid. Coincé dans ce corps juvénile, il refuse de reparaître devant sa future épouse. Link va donc l'aider à accepter sa condition et le pousser à rencontrer Anju. Il existe des parallèles entre ces deux personnages. Tout d'abord, Link se retrouve dans la situation de Kafei, piégé et transformé par Skull Kid. Il constate aussi que Kafei a subi la même transformation que lui, dans Ocarina of Time. D'autre part, un dernier point commun réside dans la possibilité d'incarner Kafei à la place de Link. Les deux personnages souffrent donc des mêmes maux et luttent sans le savoir contre les mêmes problématiques. En outre, Majora's Mask aborde comme son prédécesseur le thème du passage à l'âge adulte, dans celui-ci symbolisé par l'obtention de capacités et de responsabilités, mais ici plus centré sur l'enfance. La scène finale dévoile que Majora (comme Skull Kid) n'est qu'un enfant solitaire mis à l'écart et qui refuse de grandir. Quand Link a terminé de parcourir la totalité du jeu, il peut obtenir le masque de la puissance des fées qui lui permet de se transformer en Link adulte et combattre des boss sous cette forme. Atteindre la fin du jeu permet donc au personnage de grandir.
Le jeu peut aussi être vu comme un parcours initiatique pour Link, qui doit faire le bien auprès des personnages non-joueurs en tentant de les rendre heureux. Eiji Aonuma confirme que chaque jeu Zelda en est un, et permet à Link d'apprendre et de grandir à mesure qu'il approche de la fin du jeu.

### Monde imaginaire

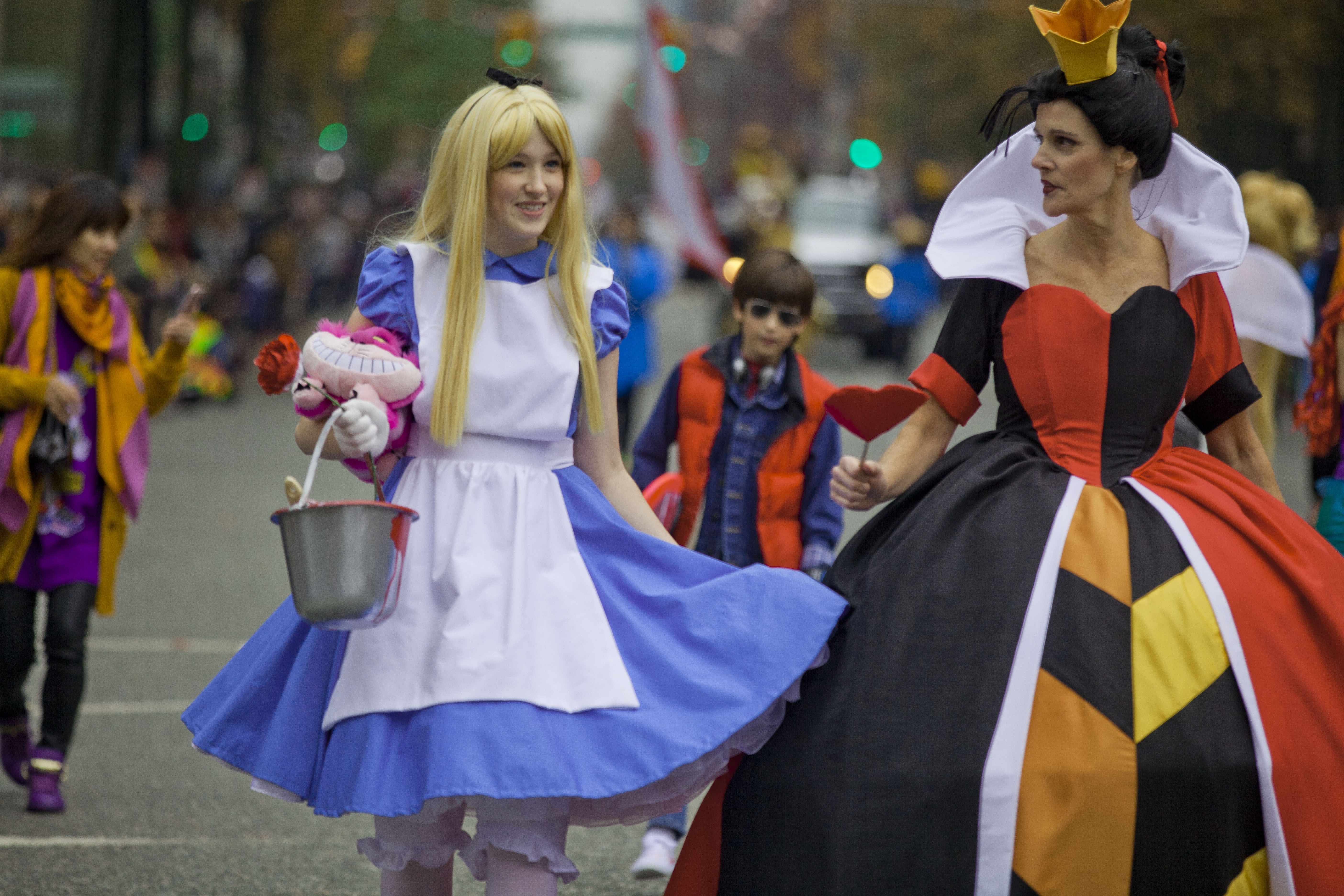
Des parallèles sont régulièrement faits entre l'introduction du jeu et l'œuvre de Lewis Carroll, Les Aventures d'Alice au pays des merveilles (cosplay d'Alice et de la Reine de Cœur).

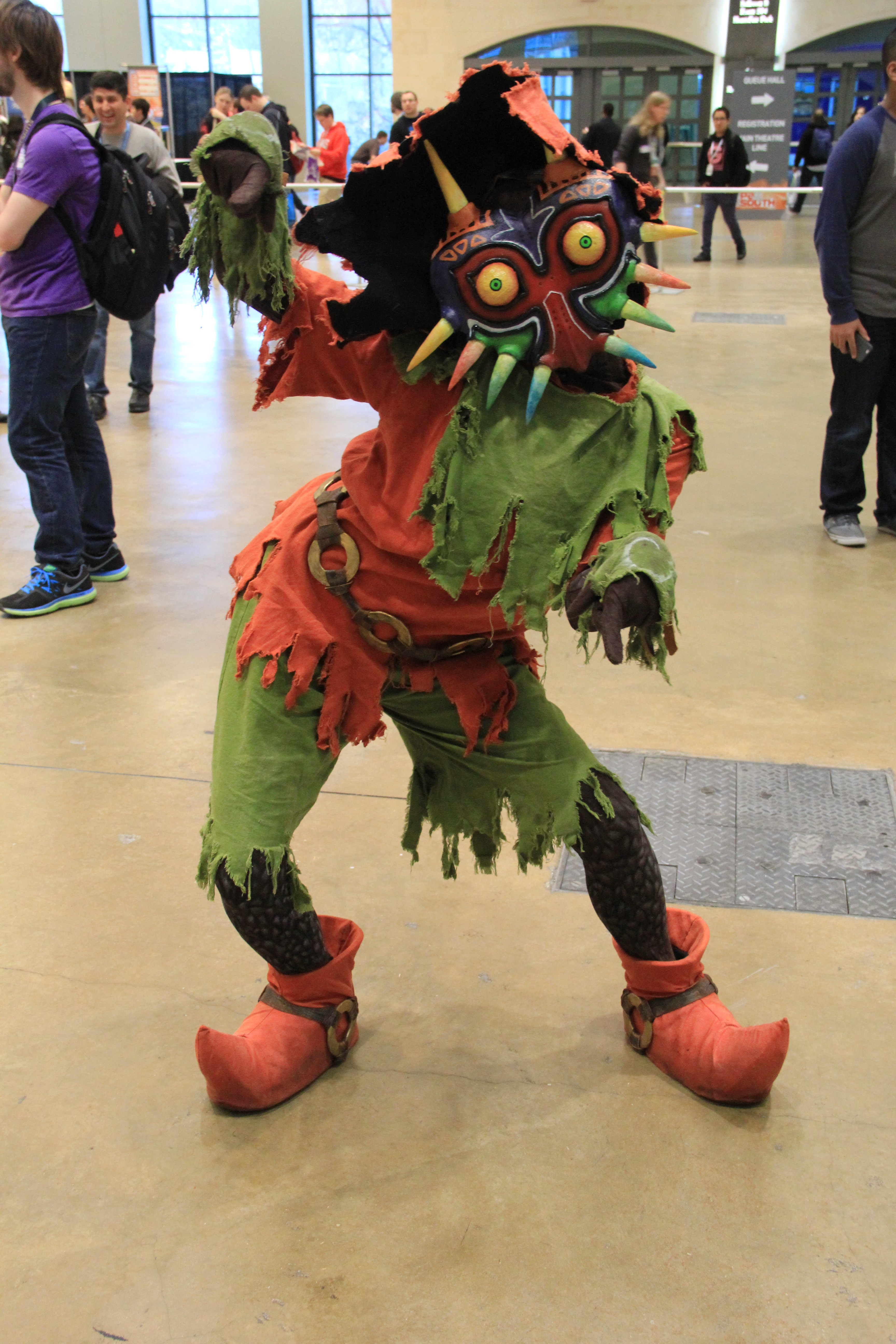
Skull Kid n'est que la marionnette du véritable antagoniste et incarnation du mal dans cet épisode, le masque de Majora (cosplay).

Les auteurs français de l'ouvrage Zelda: Chronique d'une saga légendaire analysant la totalité de la franchise, rappellent que l'ami que recherche Link, n'est pas vraiment cité. Ceux-ci constatent les similitudes de l'introduction du jeu, où le protagoniste suit une créature et tombe dans un trou pour arriver dans un univers étrange, et font ainsi un parallèle avec l'œuvre de Lewis Carroll, Les Aventures d'Alice au pays des merveilles, avec Skull Kid dans le rôle du lapin blanc,. Le duo d'auteurs émet l'idée que Link cherche finalement sa propre identité et que le monde étrange de Termina n'est qu'un moyen pour se retrouver, imaginé par un protagoniste en quête d'équilibre. Il conforte cette hypothèse par la présence de personnages déjà inclus dans Ocarina of Time, même légèrement différents, qui pourraient être une réminiscence du passé, des souvenirs regroupés par une imagination fertile. Les auteurs notent également une attitude inédite de Link dans la franchise, il est avachi sur Epona, et affiche un air abattu, presque déprimé, qui pourrait indiquer que ce n'est pas la réalité. En outre, certains parallèles peuvent être établis entre Link, un Kokiri qui possède sa fée (Navi) et Skull Kid. Ce dernier est une peste Mojo, une race qui est selon la légende, des Kokiris qui sont partis vivre dans les forêts. Il possède même deux fées, et, il est lui aussi moralement fragile, attristé du départ des quatre Géants. L'esprit troublé de Link perdu et désemparé aurait, selon les auteurs, pu donner naissance à un double fictif, qui se présente comme une incarnation de la tristesse. Les auteurs rajoutent également Link's Awakening à leur argumentaire, l'un des jeux préférés de la franchise d'Eiji Aonuma, et qui laisse planer le doute quant à l'existence de l'univers de Cocolint, en évoquant tout au long du jeu la symbolique du rêve.

### Deuil et dépression
Le thème de la mort est très présent dans Majora's Mask,. Les trois transformations que Link peut opérer, en Peste Mojo, en Goron et en Zora, sont effectuées grâce à des masques qui recèlent les âmes d'un défunt de chacune de ces races,. Chaque transformation de Link, dans une scène assez inquiétante, provoque un hurlement d'effroi, comme s'il ressentait les angoisses et la mélancolie de ces créatures décédées. D'autre part, la lune qui menace de s'écraser dans une limite de trois jours comme une épée de Damoclès au-dessus de la tête de tous les habitants de Termina, renforce l'atmosphère morbide. Même dans les quêtes plus mineures, des cadrages « bien choisis » affichent cette lune menaçante. La menace mortelle de cette chute inexorable est renforcée par sa personnification, en arborant un visage hostile augmentant son côté effrayant.
L'état dépressif de Link au début du jeu peut s'expliquer par sa vision à l'âge adulte dans Ocarina of Time des ravages commis par Ganon sur le monde d'Hyrule passé sous sa domination, qui ont été possibles par une imprudence même de Link, qui lui a permis d'accéder à la Triforce. L'état de Link peut donc être interprété comme la matérialisation de ce tourment.
Selon certains fans de la franchise, le jeu dépeint en toile de fond certaines symboliques comme le modèle Kübler-Ross,,,. Les théories échafaudées par les joueurs laissent entendre que lorsque Link part à la recherche de son amie perdue Navi, il passe par les cinq étapes du deuil à la suite de ce qui est en réalité sa mort, soit le déni, la colère, le marchandage, la dépression, et l'acceptation,,,. Bourg-Clocher et ses habitants ne se souciant pas de la fin du monde représentent la phase du déni. Le palais Mojo symbolise la colère, par le biais de son roi irascible. Le pic des neiges, où un personnage fantôme Goron négocie sa résurrection, représente le marchandage. La Grande Baie met en scène un personnage qui ne peut sauver sa progéniture et qui fait face à une grande tristesse, représentant la dépression. Le canyon Ikana représente la phase d'acceptation, puisque aucun être vivant ne peuple cette région et les esprits défunts ont accepté leur sort,,,. Une autre théorie va plus loin en imaginant la mort du héros Link lors de sa chute de cheval en début d'aventure, ces cinq phases s'appliquant à lui-même. Celle-ci rajoute que la montée de Link en haut de la Forteresse de pierre, pour y trouver les flèches de lumière, symbolise la montée aux cieux. Cependant, dans une interview de 2015, Eiji Aonuma ne confirme pas cette thèse, et commente ces supputations en précisant, que l'équipe n'a pas voulu transmettre un seul et unique sentiment dans chacune de ces zones.
De cette théorie parfois considérée comme farfelue, l'ouvrage The Psychology of Zelda d'Anthony Bean qui compile en 2019 les textes et analyses de plusieurs auteurs chercheurs, psychothérapeutes et psychologues, en confirme l'analyse et les parallèles avec le modèle Kübler-Ross tout en reprenant point par point le jeu et détaillant les différentes phases et les interprétations envisageables.

### Masques
Les auteurs français de l'ouvrage Zelda: Chronique d'une saga légendaire analysant la totalité de la franchise, rappellent l'usage des masques dans l'histoire de l'homme depuis des millénaires, tantôt pour s'embellir, pour s'amuser, ou se faire peur. Les masques sont donc des témoins historiques, culturels, mais aussi sociétaux. Ceux-ci établissent aussi des parallèles avec les masques du psychologue suisse Carl Gustav Jung, qu'il appelle persona, une représentation archétypale de la personnalité sociale de chacun. Jung considère que chaque être humain se dote d'un masque différent en fonction du contexte, le risque étant pour celui-ci de privilégier des schémas issus de l'inconscient collectif et d'oublier qui il est vraiment. Jung conclut que « la persona est ce que quelqu'un n'est pas en réalité. Mais ce que lui-même et les autres pensent qu'il est ». Majora's Mask semble donc illustrer la théorie de Jung. Dans le jeu, Skull Kid porte le masque de Majora, mais n'est qu'un pantin inanimé, dirigé par le masque lui-même. Celui-ci est bien loin de sa personnalité d'origine. Link revêt des masques différents en fonction des personnes qu'il rencontre, des lieux où il est, du moment de la journée ou de sa tâche à accomplir. Les masques lui permettent de se transformer en d'autres personnes en fonction de chaque situation et de personnages, afin d'en comprendre les attentes, comme pour mieux comprendre l'autre, puis le monde qui l'entoure, avant de se comprendre lui-même.

### Notion du temps

#### Éternel retour
Le cycle de temps de trois jours que Link remonte sans cesse peut évoquer le concept d'éternel retour de Friedrich Nietzsche, une hypothèse philosophique émise par ce dernier selon laquelle l'existence d'un être dans le monde, et le monde lui-même, se répètent à l'infini dans les mêmes conditions. L'épreuve intellectuelle du retour éternel selon Nietzsche est l'un des aspects de cette théorie. Son argument principal est que dans un système constitué de forces présentes en un nombre déterminé, si l'on considère une durée de temps infinie, nous atteindrons un point où les mêmes événements surviendront de la même façon et dans le même ordre, et se répéteront à l'infini. Cependant, pour Nietzsche, il n'était pas question d'expérimenter cette hypothèse dans le réel. L'éternel retour peut donc grossièrement se résumer par le simple précepte « mène ta vie en sorte que tu puisses souhaiter qu’elle se répète éternellement ». Cette approche existentialiste signifie que tous, en tant qu'individu, sommes responsables de déterminer le sens à donner à notre existence, celle-ci étant la conséquence de choix individuels.
Les notions de temps de jeu et temps d'événement sont des notions relevées en 2004 par Jesper Juul dans son ouvrage First Person: New Media as Story, Performance, and Game. La première correspond au temps réel, passé à jouer, alors que la seconde est le temps représenté dans le jeu, des notions qui, suivant les jeux ne sont pas équivalentes. Dans le Majora's Mask, la durée d'un jour en jeu correspond à 18 minutes soit 54 minutes pour terminer le cycle, alors que le temps d'évènement total représente trois journées complètes, soit 72 heures. Chaque retour ramène Link au début du cycle, et toutes les 12 heures en temps d'évènement, est signalé le temps restant. Ces messages espacés de 12 heures ne servent pas seulement de rappels temporels au joueur, mais soulignent également le caractère répétitif de la chronologie. Ce message fait ainsi rappel du premier jour, et pas d'un premier jour différent. De plus, le troisième jour après 20 heures de jeu se déroule en réalité au même moment qu'un troisième jour en début de partie. Les cycles ne semblent donc pas être des suites, au sens narratif, mais coexistent temporellement.

#### Contradictions et incompatibilités avec l'éternel retour

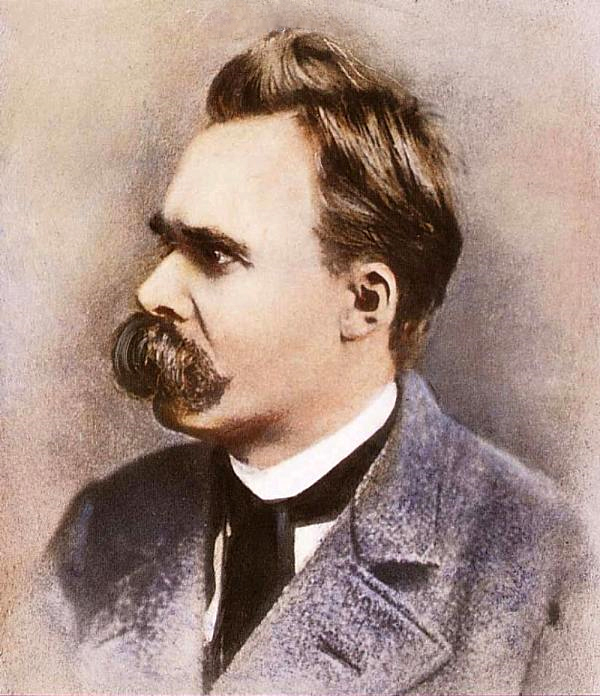
Portrait de Friedrich Nietzsche.

Cependant, de nombreux éléments rendent difficile la corrélation entre la théorie de l'éternel retour et la temporalité dans Majora's Mask. Il est intéressant de préciser que si certains philosophes ont soutenu la formulation de Nietzsche, d'autres y ont décelé certaines problématiques, comme David Wood, dans son ouvrage The Deconstruction of Time, cependant autres que celles introduites dans Majora's Mask.
Contrairement à certains jeux qui mettent en scène l'uchronie et qui ne permettent au joueur que de choisir un moment donné, l'Ocarina du temps offre au joueur de modifier ce paramètre, en l'accélérant, le ralentissant, sinon par le biais d'un déplacement. Le joueur a donc la maîtrise du déroulement du temps et influe directement sur l'écoulement linéaire du temps. Cela suggère que chaque suite de la boucle de trois jours n'est pas une répétition dans laquelle les événements se dérouleraient en parallèle, mais dans le même ordre. En outre, les trois jours ne sont plus vraiment trois jours, et ne sont pas une période ou une quantité de temps stable. L'illusion de la répétition est renforcée par l'horloge en bas de l'écran, bien que le joueur sache qu'il maîtrise ce paramètre. Cette configuration est donc différente de l'éternel retour, et l'instabilité du temps remet en question l'idée que la boucle se reproduit sans cesse et invalide le concept de séquentialité de celle-ci.
La possibilité pour Link de maîtriser le temps enlève l'aspect du poids décisif de la répétition évoqué dans l'éternel retour. L'aventure que vit Link ressemble plus au sens de l'expérience et de soi au sein d'un flux temporel sans interruption. La possibilité pour Link d'accumuler les objets importants malgré les remontées dans le temps révèle le caractère non-répétitif du cycle de trois jours. Le passé peut donc être marqué comme l'état d'absence de ces objets. Par exemple, quand Link ne possédait pas l'arc, il tuait ses ennemis d'une autre façon, avec l'épée. Ainsi, posséder ces deux objets en même temps à un état antérieur annihile la possibilité de la répétition du cycle. En outre, chaque boucle représente un effort pour améliorer le personnage. C'est une progression et suite, plutôt qu'une répétition, confirmée par l'existence d'une sauvegarde, témoin de l'avancée et de l'historique linéaire du personnage, bien que les événements et la narration du jeu avancent selon une boucle de trois jours. David Wood attire également l'attention sur ce constat de Jacques Derrida selon lequel « il n'y a (et ne peut y avoir) de conception alternative du temps ». Plusieurs éléments dans le jeu tendent vers la même direction.
Le fait que Link puisse conserver des objets matériels d'un cycle à un autre suggère que le temps peut être défini par la matérialité. La représentation du temps s'effectue également par le biais de l'horloge de Bourg-Clocher, ou celle en bas de l'écran, ainsi que les messages. L'unité du cycle temporel choisie (ici la journée) dévoile aussi la nécessité d'imposer une certaine représentation du temps. Le caractère éphémère des objets les plus basiques produit un effet de hiérarchisation sur eux et chacun d'entre eux représente une notion de temps. Dans ce cycle limité, le joueur doit choisir le temps consacré à l'obtention de chaque objet. Mais il est inutile de collecter des milliers de noix Mojo pendant trois jours, alors que ces objets basiques vont disparaître. Alors que trouver une arme permettant de venir à bout d'un boss représente une période temporelle bien plus importante. Les rubis sont un cas à part puisqu'ils sont perdus lors des remontées dans le temps, mais peuvent être conservés en les déposant dans une banque. Par leur traitement unique, ils représentent un sursis, dans lequel le joueur peut modifier la relation valeur/temps. Le temps d'évènement possède également une valeur, à des niveaux inégaux suivant les moments. Les personnages non-joueurs ont un emploi du temps précis et font certaines actions à certains moments. Le journal des Bombers permet également à Link de choisir le moment précis pour intervenir, les rencontrer ou se rendre au bon endroit au bon moment. Cet emploi du temps dévalue cependant certains moments et fait perdre toute valeur au temps passé à déambuler à attendre un moment précis, malgré l'urgence du compte à rebours. Cette notion renvoie à l'opposé du désir énoncé par Nietzsche envers l'hypothétique retour éternel. Juul constate à propos de l'expérience du temps dans les jeux vidéo, que « la répétition ou la trivialité des choix font que le temps est vécu comme insignifiant, comme la mort » (au sens de la perte du sens que l'on donne en temps en tant que valeur).

#### Inquiétante étrangeté
Majora's Mask se caractérise par des contradictions dans la notion de temps et une certaine inquiétante étrangeté, selon l'auteur de l'ouvrage Zelda et la Philosophie, Luke Cuddy. Le jeu plonge le joueur dans des structures de temps alternatives qui semblent familières, mais rend l'idée même du temps inconnue, étrange et effrayante. Dans son traité intitulé Das Unheimliche (en allemand), Sigmund Freud relève l'inquiétante étrangeté de ce qui n'est pas familier. Il émet l'idée que cette notion n'évoque rien de nouveau ou d'étranger, mais quelque chose « qui est pour la vie psychique familier de tout temps, et qui ne lui est devenu étranger que par le processus du refoulement ». Dans le jeu, l'introduction n'intègre pas encore la représentation du temps. L'urgence et la course contre le temps débutent au moment où Skull Kid transforme Link en peste Mojo, dans une cinématique angoissante représentant parfaitement la notion évoquée par Freud. Rapidement, Skull Kid lui dit : « tu vas rester comme ça pour toujours ! ». Cette notion se retrouve dans cette phrase au double sens, indiquant que le héros va conserver la même apparence et rester pour toujours dans la même position. Cette phrase renvoie aussi à la notion de temps et de sa durée infinie. D'autre part, quand Link rencontre le marchand de masques, celui-ci lui propose de lui rendre plus tard sa forme normale seulement s'il trouve l'Ocarina, ce qui rapporte l'identité de Link à une notion de temps. L'inquiétante étrangeté se manifeste aussi lorsque Link obtient la possibilité de manipuler le temps auprès de l'épouvantail Pierre, qui se présente en disant : « le temps va passer super vite si tu danses avec moi. Si tu veux, baby, on peut oublier le temps et danser jusqu'à la nuit tombée ! ». Ceci évoque l'idée d'une double perte, « la perte du temps qui ne devient qu'un instant et la perte de la conscience du temps ». Pierre évoque également une autre inquiétante étrangeté dans ses propos lorsqu'il offre à Link la possibilité d'apprendre le chant du temps inversé et le chant du temps accéléré, qui eux-mêmes proposent d'étranges répétions[pas clair] ramenant à la notion de Freud.

## Développement

### Genèse du projet
Majora's Mask est développé par la division Nintendo EAD. Le jeu est produit et supervisé par le créateur de la série, Shigeru Miyamoto, et co-réalisé par Eiji Aonuma et Yoshiaki Koizumi,. Après la sortie de Link's Awakening en 1993, les fans sont obligés d'attendre cinq ans pour voir un nouvel opus dans la franchise, Ocarina of Time, dont le développement a pris quatre années,.
Après Ocarina of Time, qui a atteint les 7 millions d'exemplaires vendus, Miyamoto demande à l'équipe de faire une suite rapidement pour exploiter le travail réalisé sur ce jeu et son moteur, dont le développement a pris plus de temps que prévu. Il veut profiter de ces millions de joueurs qui se sont jetés sur le jeu en quelques mois, et tenter de réaliser de gros bénéfices. Miyamoto estime également qu'il est possible de faire mieux avec le moteur de jeu créé, même s'il juge Ocarina of Time comme un « excellent jeu ». « Il reste encore beaucoup à faire, vous ne pensez pas ? » déclare-t-il auprès d'Eiji Aonuma à la fin du développement. La création d'une suite est débutée, mais pour la produire rapidement, Miyamoto impose le concept d'une simple version modifiée et plus difficile du jeu Ocarina of Time. Cette version évoluée est développée pour le 64DD qui est sorti au Japon. Cependant, ce périphérique ne sort pas en occident et Nintendo abandonne ce support pour ce projet,. Celui-ci devient finalement le jeu appelé Ura Zelda (qui peut se traduire par « Autre Zelda », connu sous le nom de Master Quest en Occident) édité avec Ocarina of Time sur un mini-DVD en édition limitée réservé à ceux qui ont pré-commandé The Legend of Zelda: The Wind Waker, jeu sorti en 2002, ou joint à la console GameCube dans une offre groupée en Europe,,,,.

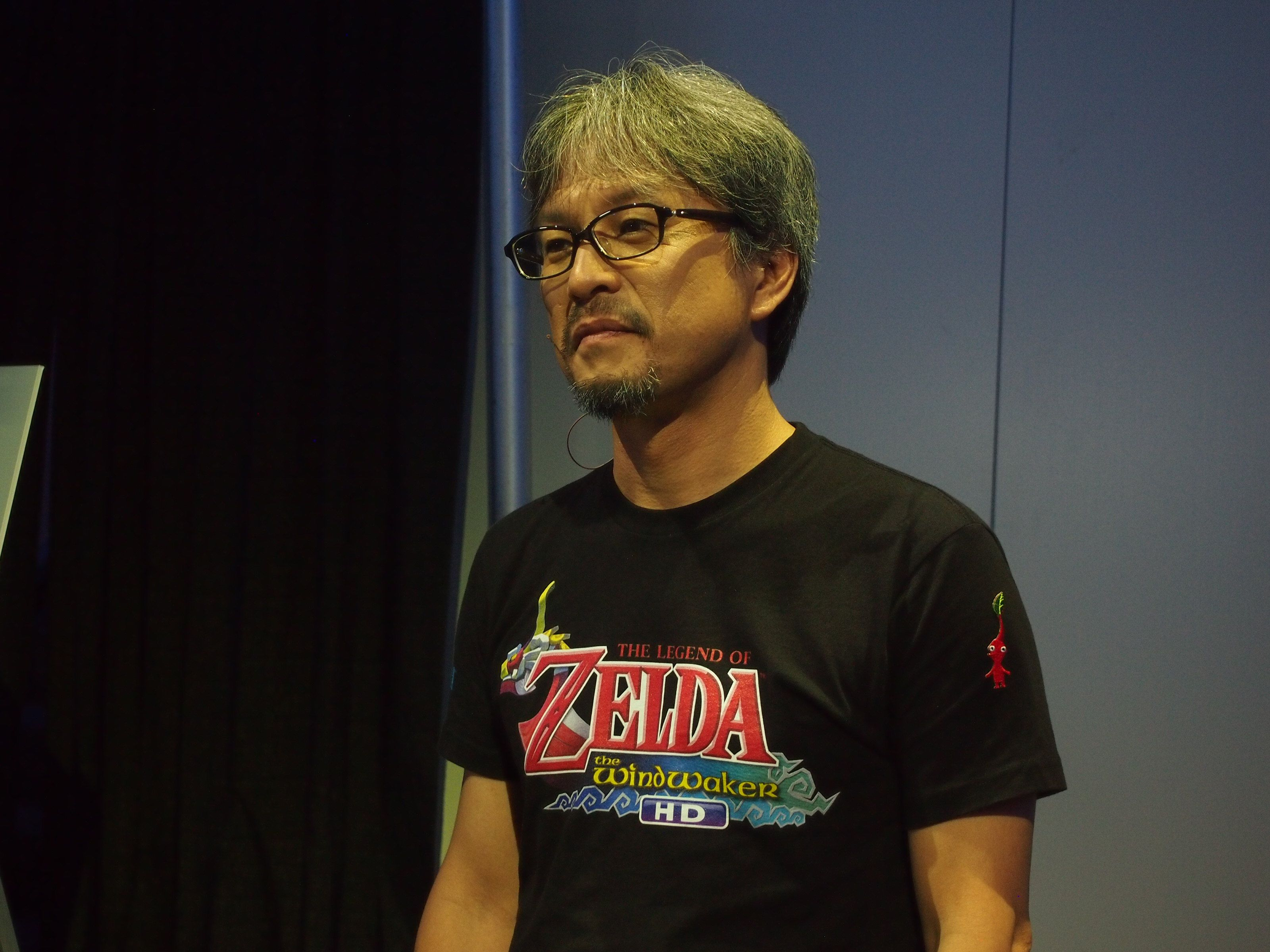
Eiji Aonuma, co-réalisateur de Majora's Mask, n'est au départ pas emballé par la création dUra Zelda (qui devient plus tard Ocarina of Time: Master Quest), et propose à Shigeru Miyamoto la création d'une vraie suite.

De son côté, Eiji Aonuma, qui a participé à la conception d'Ocarina of Time, notamment à la création des donjons, n'est pas du tout intéressé par ce projet qui ne consiste qu'à réajuster un jeu qui a déjà été conçu et considéré comme parfait, notamment ses donjons,,,. Il estime que le précédent opus a permis d'atteindre une certaine perfection dans la conception des donjons et hésite à intégrer le projet. Cependant, il se plie aux désirs de Myamoto et commence ce recyclage, mais le cœur n'y est pas, il a un autre projet en tête. Par conséquent, il crée en secret des donjons totalement inédits, puis trouve le courage de les présenter à Miyamoto. Aonuma lui propose plutôt la conception d'une vraie suite, sans même espérer en être aux commandes,,,. Miyamoto prend le jeune designer au mot, et décide alors de mettre au défi. S'il parvient à créer une suite à Ocarina of Time en une année, celle-ci ne sera pas un bonus, mais un jeu à part entière,,. Malgré l'ampleur de la tâche, puisque le jeu Ocarina of Time a de son côté nécessité trois ans de travail, Aonuma accepte et devient donc en toute logique réalisateur du jeu, aux côtés de Koizumi et son équipe. Ce défi, s'il est relevé, permettrait d'avoir rapidement une suite,,.
Dans la presse et auprès du public, ces projets ne sont pas aussi clairement définis. Ura Zelda est d'abord dévoilé pour la première fois dans les médias en mai 1999, lorsque Famitsu déclare que l'extension pour Ocarina of Time attendue depuis longtemps sur 64DD est en cours de développement. En juin 1999, Nintendo annonce qu'un jeu intitulé Zelda Gaiden (gaiden peut être traduit du japonais par « histoire parallèle »), sera dévoilé sous forme de démo jouable lors de l'exposition Nintendo Space World du 27 août 1999,. Les médias supposent alors que ces deux titres n'évoquent qu'un seul et même jeu,. Les images de Zelda Gaiden publiées en août 1999 dévoilent des éléments inclus dans la version finale de Majora's Mask, tels que la grande horloge qui domine le centre de Bourg-Clocher, la minuterie en bas de l'écran et le masque de Goron. Les détails de l'histoire et du gameplay révélés plus tard au cours du mois montrent que le concept de l'histoire ainsi que l'utilisation de masques de transformation étaient déjà en place,. Miyamoto confirme le 20 août 1999 que les deux projets sont différents, même si aucune connexion ni complète indépendance des deux titres ne sont confirmées à ce stade,. En novembre 1999, Nintendo annonce la sortie de Zelda Gaiden pour les fêtes de la fin de l'année 2000. En mars 2000, les titres définitifs sont dévoilés, Zelda no densetsu Mujura no kamen au Japon et The Legend of Zelda: Majora's Mask dans le reste du monde, officialisant la sortie d'un seul jeu.

### Bénéfice du travail surOcarina of Time

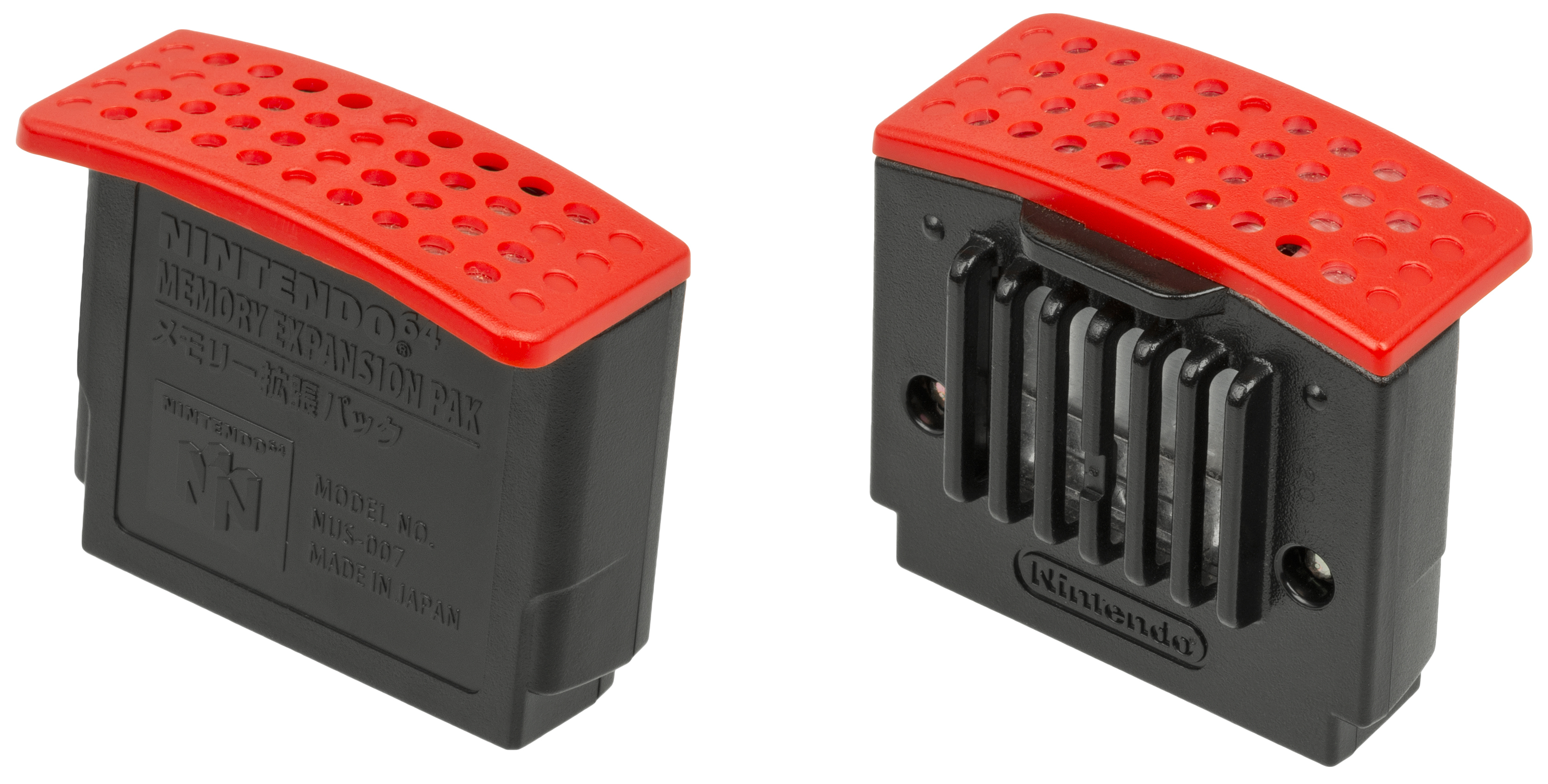
LExpansion Pak, un accessoire augmentant les capacités de la mémoire de la console de 4 Mo, nécessaire au fonctionnement de Majora's Mask sur Nintendo 64.

Majora's Mask fonctionne sur une version améliorée du moteur utilisé par Ocarina of Time. Sur Nintendo 64, le jeu nécessite dès lors l'utilisation de l'Expansion Pak, un accessoire augmentant les capacités de la mémoire de la console de 4 Mo. Son utilisation permet de produire des distances d'affichage plus importantes, un éclairage dynamique et plus précis, un mappage de texture et des animations plus détaillés, des effets de framebuffers complexes tels que le flou de mouvement et davantage de personnages affichés à l'écran,,,. La profondeur d'affichage accrue permet d'éviter l'affichage de brouillard présent dans le précédent opus. Selon certains médias, l'origine possible de Majora's Mask sur le 64DD est peut-être la cause de la nécessité de l'Expansion Pak. Miyamoto précise que malgré la prise en charge de l'extension, le travail de programmation a été facilité, puisque l'équipe connaissait déjà la technique sur la console Nintendo 64. Profitant du moteur d'Ocarina of Time déjà existant, l'équipe est beaucoup moins grande que celle qui a réalisé ce dernier. En outre, elle intègre cinq nouveaux développeurs qui viennent juste de sortir de leurs études. Délestée de la phase de travail technique sur le moteur, l'équipe peut se concentrer sur la conception. En outre, l'équipe ne fait pas que reprendre le moteur, tout ce qui peut être réutilisé est intégré dans ce nouveau projet, comme des écrans de sélection, ou des modèles de personnages. Elle peut également développer des aspects qui n'ont pu l'être dans le précédent opus. « On voulait faire progresser la série et faire quelque chose de nouveau » rajoute Miyamoto.

### Les nouveaux concepts et l'arrivée de Koizumi
Tout d'abord, l'équipe se demande quel type de fonctionnalité introduire pour rendre le jeu intéressant. Aonuma déclare à ce sujet avoir « été confronté à la question très difficile de savoir quel type de jeu pourrait suivre Ocarina of Time et ses ventes mondiales de sept millions d'unités ». Au départ, Miyamoto travaille en collaboration avec Aonuma pour établir les concepts de base, mais par la suite, c'est ce dernier qui est chargé de la réalisation. Miyamoto tient à retrouver cette base, mais laisse Aonuma rajouter les éléments qu'il désire. Il conserve la décision finale et contrôle tout. « J'ai eu le dernier mot sur tout » commente-t-il. À ce moment-là, il règne une ambiance spéciale. L'équipe ressent un sentiment d'insatisfaction, où beaucoup veulent faire les choses différemment de ce qui a été fait sur le précédent opus, ou simplement des choses irréalisables. « C'était un vrai chaos » résume Miyamoto. Ce dernier exige alors du groupe de prendre des directions claires. Aonuma établit un planning réaliste. L'équipe décide d'apporter de nombreuses nouveautés, notamment de changer d'univers, plutôt que de faire se dérouler les évènements à Hyrule.

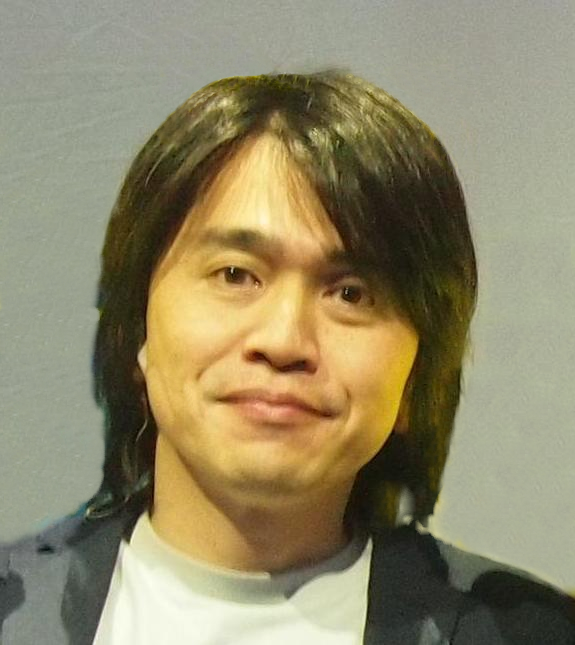
Yoshiaki Koizumi, qui rejoint le projet sur demande de Shigeru Miyamoto, introduit le système du cycle de trois jours à remonter, ainsi que la lune menaçant de s'écraser.

Depuis le lancement du projet, Aonuma tente de concevoir le jeu tout seul aux commandes. Mais il finit par demander assez rapidement de l'aide. Miyamoto demande alors à Yoshiaki Koizumi de rejoindre et renforcer le projet : « fais tout ce que tu peux ! » lui dit-il. Celui-ci est un peu perdu puisque ce sont les seules indications que Miyamoto donne à ce moment-là. Depuis la fin de la création du précédent opus, Koizumi tente de concevoir un jeu, un projet personnel mettant en scène des policiers cherchant à arrêter des voleurs. Il met donc à regret fin à ce projet en mai 1999, qui finalement ne disparaîtra pas complètement, puisqu'il conditionne son arrivée sur Majora's Mask, à l'intégration de son concept dans le jeu, ce qu'Aonuma accepte. Ainsi, la durée limitée est proposée par Koizumi, sur la base du gameplay de son projet de jeu annulé dans lequel un policier n'a que sept jours pour arrêter un voleur. Koizumi met ainsi en place le principe du cycle des trois jours, en collaboration avec Miyamoto, sur la base de ses premiers travaux,. Si Majora's Mask est parfois comparé au film Un jour sans fin d'Harold Ramis en 1993,, dont le protagoniste revit indéfiniment la même journée, lui permettant de choisir les décisions qui lui conviennent le mieux, c'est Cours, Lola, cours qui inquiète Miyamoto, craignant que la firme nippone soit accusée de plagiat. Ce film réalisé par Tom Tykwer sort pendant la production du jeu en 1998, dépeint les péripéties d'une Berlinoise qui remonte le temps afin de pouvoir réunir une somme d'argent importante. « Ça craint ! » dit-il, tellement le film tente de produire les mêmes effets. Il demande donc à Koizumi de visionner le film, avant de s'apercevoir que le traitement dans le film n'est pas vraiment équivalent.
L'idée de la lune percutant la planète est également l'une des propositions de Koizumi, qui tire ce concept d'un rêve qu'il a fait. Au départ, l'équipe tâtonne beaucoup mais finit par mettre en place ce système de cycle de trois jours, qui a pour avantage de « rendre les données de jeu plus compactes tout en offrant un gameplay approfondi ». Au départ, la durée du cycle est d'une semaine. Mais trop d'évènements se déroulent sur une période aussi longue, si bien que la mémorisation de tous les détails est impossible. Le cycle est donc réduit à trois jours. Par la suite, l'équipe décide des personnages à inclure, puis de ce qu'ils peuvent faire. Puis, le scénario est imaginé. Miyamoto et Koizumi l'écrivent à deux sur la base du script écrit par Mitsuhiro Takano,,. Chaque nuit, Aonuma joue à la totalité du jeu et vérifie les moindres changements et avancements, de sorte que chaque matin, l'équipe bénéficie d'une liste de choses à rectifier. Au lancement du projet, seule la moitié de l'équipe du précédent jeu est reconduite, renforcée par de nouveaux arrivants, notamment sur la partie programmation. Miyamoto rappelle également une partie des développeurs d'Ocarina of Time. Finalement, l'équipe est composée à 70 % de celle du précédent opus, et comporte 50 à 70 personnes. En outre, d'autres réalisateurs comptent parmi l'équipe. Chaque aspect du jeu possède une personnalité de Nintendo ayant réalisé ou produit des jeux. C'est donc six réalisateurs qui s'impliquent dans la construction des fondations du jeu, alors que plusieurs autres gonflent également les rangs des développeurs. Outre Aonuma qui réalise et supervise, ainsi que Koizumi, Yoichi Yamada, Mitsuhiro Takano, Kenta Usui, et Takumi Kawagoe dirigent différents aspects du game design.

### Personnages secondaires, ambiance et masques

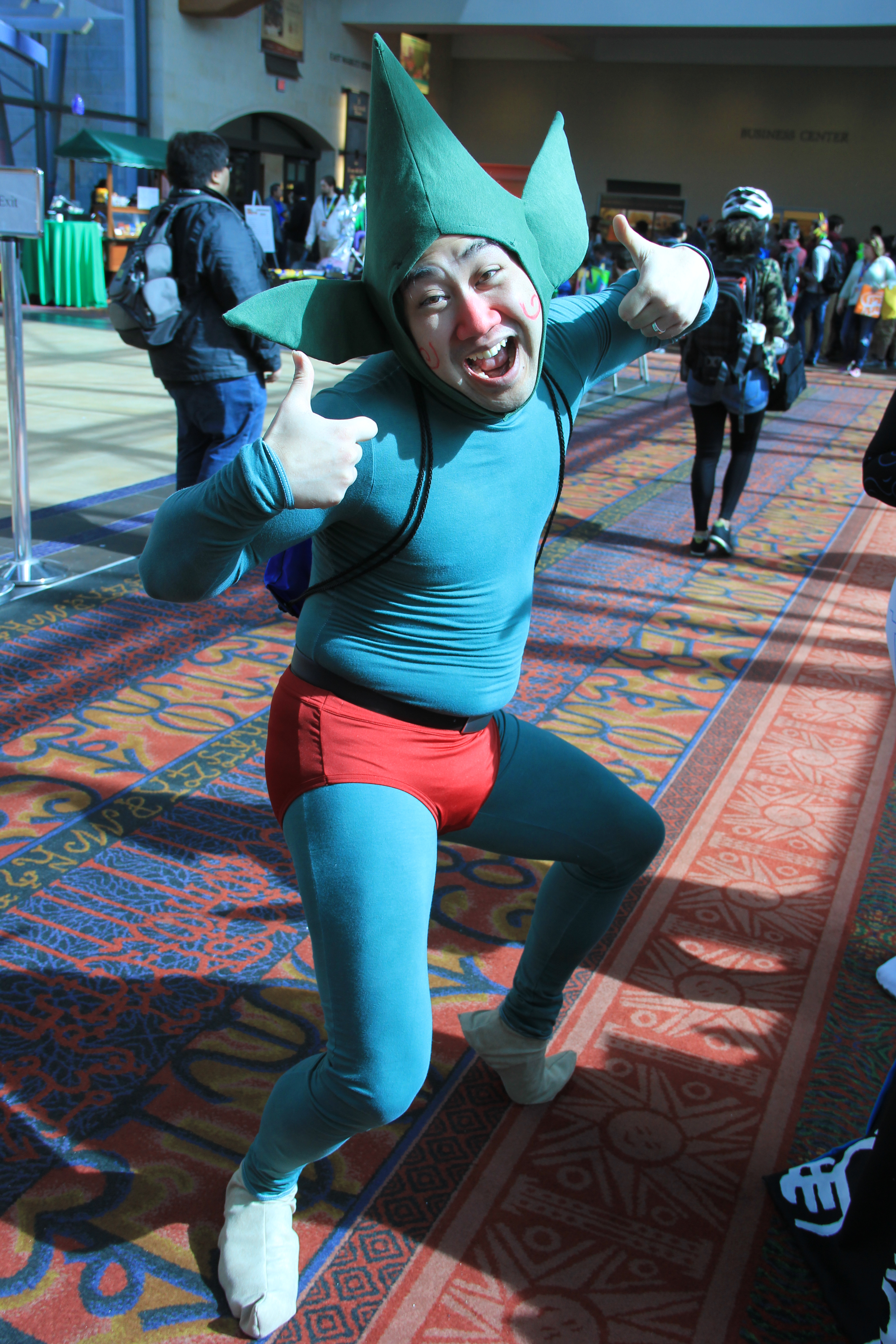
Si Majora's Mask reprend des personnages secondaires du précédent opus pour les développer, il en propose également de nouveaux, comme Tingle, qui fait sa première apparition.

L'ambiance du jeu est largement qualifiée d'atypique pour la série, de glauque, ou d'anxiogène et de plus torturée que les précédents jeux de la franchise,,. En 2015, Aonuma dévoile que la création d'un univers plus mature avait pour objectif de remonter l'âge des joueurs de la franchise Zelda et de le rendre « particulièrement attrayant pour les adultes ». L'équipe considère que faire la fête est anormal, alors que la fin du monde approche. Elle part donc dans cette voie pour accentuer le côté atypique de l'univers. Pour Miyamoto, diverger de la franchise est tout à fait justifié, puisque ce projet est une suite hors-série, une histoire parallèle. Il dévoile que l'objectif a été de créer un univers mystérieux, plutôt qu'effrayant. Celui-ci est symptomatique de la période très limitée sur laquelle il s'est développé, engendrant du stress, de l'angoisse, sous l'urgence d'une échéance approchante. L'idée de Koizumi, validée par Miyamoto, est de créer des personnages secondaires dérangeants, à la manière des habitants de Twin Peaks. Aonuma précise avoir connu la série avant la création du jeu, mais déclare ne pas s'en être directement inspiré. Par exemple, le vendeur itinérant est un personnage intrigant, que le joueur ne voit quasiment jamais bouger malgré des déplacements. Ce choix délibéré rajoute au caractère étrange de ce personnage. Également, les extraterrestres dans le ranch Romani sont introduits car à l'époque du développement, il existe beaucoup d'histoires d'OVNI au Japon qui font sensation. Le bouclier miroir affiche le reflet d'un visage exprimant la détresse. Celui-ci est à l'origine un masque, mais alors que l'équipe peine à trouver un modèle pour décorer ce miroir, elle estime qu'il est assez étrange et correspond tout à fait à l'univers. Le visage du masque est donc réutilisé pour le miroir. La rapidité du développement explique également la reprise de nombreux modèles 3D issus d'Ocarina of Time. L'équipe décide de prendre des personnages secondaires d'Ocarina of Time pour les mettre en lumière, et offrir une meilleure image d'eux au joueur. De nouveaux personnages sont également créés. Elle développe l'histoire de certains personnages, ce qui n'a pas pu être fait dans le précédent opus. De plus, cet aspect intègre pleinement le gameplay puisque le joueur doit en apprendre plus sur les habitants de Termina afin d'obtenir des masques auprès d'eux, qui permettent finalement de terminer le jeu. L'équipe s'inspire également de la vie personnelle de certains développeurs, comme un mariage dans la vie d'un développeur, qui inspire une quête annexe. Aonuma dévoile également qu'une autre découle de son expérience personnelle, en rajoutant que ce n'est pas inhabituel. L'équipe estime que cet ajout peut accentuer l'atmosphère étrange du jeu. Le groupe de musique est également inspiré de la vie d'Aonuma, qui joue de la musique et intègre un groupe durant son adolescence. C'est Koizumi qui réalise la plupart des histoires des personnages non-joueurs. Il conçoit les actions pour amener les sous-quêtes à progresser parallèlement au récit principal. « J'ai dû créer des vies réalistes pour chacun d'entre eux », précise-t-il. Koizumi déclare plus tard : « j'ai ajouté tout ce que j'avais vécu pendant une trentaine d'années ». Ainsi, celui-ci s'occupe de Bourg-Clocher, alors qu'Aonuma prend en charge la création du reste du jeu tout en supervisant, en l'occurrence les donjons, les lieux permettant d'y accéder et les masques. Miyamoto constate finalement que l'équipe a suivi le même processus que Toy Story 2 (1999), qu'il vient de visionner. Pour cette suite, les auteurs ont mis en lumière les personnages secondaires du premier opus.
Le concept du vendeur de masque est à l'origine introduit dans Ocarina of Time, mais le manque de temps empêche de développer cet aspect. Les transformations de Link découlent du précédent opus, dans lequel il passe de l'état d'enfant à l'âge adulte. L'équipe veut développer ce concept, mais veut aussi que le personnage réalise des actions complètement différentes, tout en étant toujours Link. L'idée de permettre aux masques de produire une transformation est alors introduite. L'équipe choisit ainsi de permettre les transformations en Peste Mojo, Goron et Zora, avec les différentes capacités. L'équipe limite le nombre de transformations, créant trois masques principaux, en raison des contraintes de temps. Elle décide également de ne conserver que Link enfant, car il est le protagoniste de la franchise. Certains joueurs et observateurs auraient désiré retrouver le Link adulte du précédent opus, qui d'ailleurs semble intégré dans les pré-versions du jeu, mais l'équipe n'en fait qu'un personnage secondaire, accessible via un masque et une transformation (Oni Link).
Le design de la lune peut rappeler celui du film Le Voyage dans la Lune de Georges Méliès, bien qu'elle soit bien plus terrifiante dans le jeu. Le nom du masque « Majora » est selon les déclarations d'Aonuma un mélange du nom du directeur artistique du jeu Takaya Imamura avec le titre du film Jumanji, dont l'acteur principal Robin Williams est un grand fan de la franchise. L'équipe discute de l'ajout ou du retrait du sous-titre, et finit par le conserver. Le monde Termina tire son nom du « terminal » de transport où les passagers terminent leur voyage, et perd simplement sa dernière lettre lors de l'inclusion.

### Réglages et équilibrage du jeu
Majora's Mask est en réalité une sorte d'immense donjon unique que le joueur recommence continuellement, jusqu'à ce qu'il réussisse à déjouer les plans de Skull Kid. Aonuma précise qu'il est sans doute le plus gros donjon jamais conçu pour la série Zelda, et qu'il a été très difficile de concevoir et d'équilibrer la progression. Miyamoto dévoile que la question la plus difficile à prendre a été de décider de faire perdre tous les objets obtenus lors de chaque remontée dans le temps. Cet aspect a provoqué quelques disputes. Les jeux Zelda proposent au joueur de se divertir en recherchant des items, mais la perte de ceux-ci change les perspectives. En effet, la progression des attributs du personnage se fait principalement à travers les objets, il est donc compliqué de les retirer. Elle choisit une position hybride où les objets importants sont conservés alors que des items mineurs comme les flèches ou les rubis sont perdus. L'équipe imagine un système permettant à Link d'acheter du temps grâce à des rubis, mais cette fonctionnalité est abandonnée. Elle choisit de faire défiler le temps durant les donjons. Au départ, Miyamoto désire que le chronomètre ne soit plus actif durant ces phases, comme dans la plupart des précédents opus, pour permettre au joueur de réfléchir à son rythme. Mais l'équipe se rend compte que ce réglage enlève tout le stress lié à l'ultimatum des trois jours et nuit au concept à la base du jeu. Elle tente alors d'équilibrer le gameplay en rabaissant la difficulté, et en cherchant à permettre au joueur de prendre du plaisir à trouver ces objets. Les réglages sont différents entre la version japonaise et occidentale. De plus, la fonction de sauvegarde uniquement rajoutée dans cette dernière a pour effet de simplifier le jeu. Le cycle de trois jours introduit un certain effet de répétitivité. Mais l'équipe en a conscience et choisit les éléments que le joueur devra recommencer. Elle considère que le jeu n'est pas finalement plus répétitif qu'un autre jeu de la franchise dans lequel le joueur arpente l'univers de long en large et à maintes reprises pour en mémoriser tous les aspects. L'équipe estime avoir seulement rajouté un paramètre, le temps. Pour pallier cette répétitivité, elle fournit de nombreux efforts pour rendre les environnements riches en personnages et en événements et éviter la lassitude du joueur. Elle décide de faire en sorte que certaines actions produisent différents résultats en fonction du moment où elles sont réalisées. Dès le départ, l'équipe veut éviter la lassitude et obliger le joueur à réaliser les tâches à des moments précis et décide donc mettre en place ce système d'emploi du temps. Pour répondre à ce besoin, le système de journal, issu du projet de jeu de Koizumi, qui est annulé, est retravaillé et intégré dans le jeu. Le système des trois jours est aussi un moyen pour l'équipe de présenter au joueur toute la profondeur du gameplay et ce qu'elle a produit, d'autant plus qu'elle sait qu'après les trois ans à créer Ocarina of Time, il est difficile de créer du contenu.

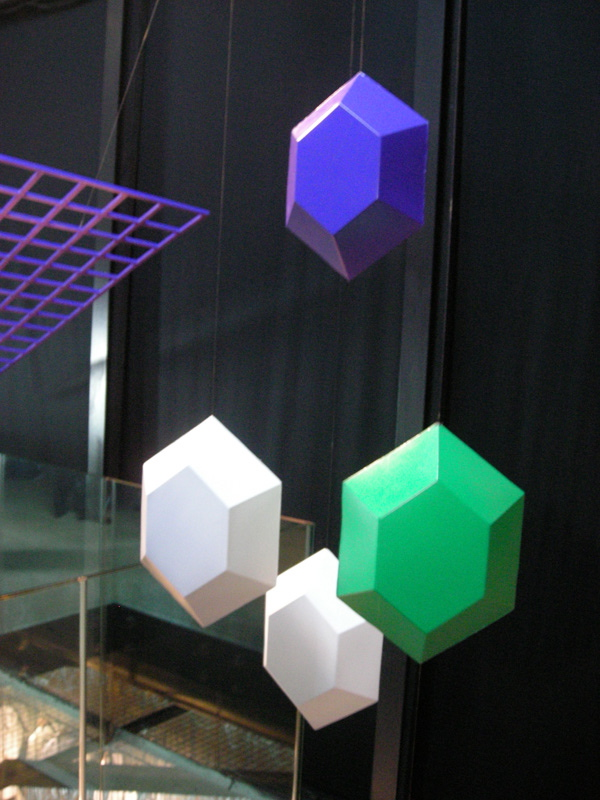
L'équipe décide de ne conserver que les items importants lors du retour au début du cycle de trois. Le joueur perd donc à chaque fois les objets basiques comme les rubis, ou les flèches.

Tout au long du développement, le Mario Club, division de test et de débogage interne de Nintendo, se plaint de certains choix. L'équipe a l'impression de travailler avec lui tant il intervient. Il n'apprécie pas de ne pas pouvoir s'attarder dans les donjons, mais au fur et à mesure, il finit par accepter ce choix. Par la suite, la possibilité de ralentir le temps est introduite pour répondre à ces remarques.

### Musique
Majora's Mask est le plus grand projet que réalise Koji Kondo, quant au nombre de pistes. Quand il voit pour la première fois un visuel de Majora's Mask, l'opéra chinois lui vient à l'esprit, dans lequel les interprètes portent des masques et où la musique est très axée sur les percussions comme des cymbales et des cloches, entre autres. Il imagine alors qu'un thème d'influence chinoise serait la solution. Il subit lui aussi les contraintes de temps imposées au projet. Il qualifie certaines parties d'amusantes à réaliser, notamment lors d'un discours du maire avec un opposant, où il essaye de faire jouer la musique de chaque côté de l'écran, de celui de l'interlocuteur qui donne ses arguments.

### Bilan
L'équipe parvient finalement à tenir les délais tout en proposant une formule innovante, en seulement un an et cinq mois de développement,. La traduction vers l'anglais est réalisée par Jason Leung de Nintendo of America. C'est au cours de tests lors de la réalisation de cette version que la décision d'intégrer des sauvegardes supplémentaires dans les versions occidentales du jeu est prise. Ces versions bénéficient de nombreux ajustements après la sortie japonaise, témoignage d'un jeu tout de même réalisé dans l'urgence.
Miyamoto confesse que ce fut une année de travail difficile, pour produire un jeu de qualité en un peu plus d'un an. Il dévoile que la plupart des membres de l'équipe ont dû faire des heures supplémentaires en raison de « la quantité de ressources nécessaires pour bâtir un Zelda ». Il est même arrivé à Aonuma, Kouizumi et Kawagoe de faire une nuit blanche, pour régler un problème particulier. Il relate cependant un projet qui s'est « déroulé sans problème ». La sortie du jeu à l'origine prévue pour mars 2000 est légèrement repoussée à avril, et n'est pas internationale mais se cantonne au Japon, contrairement au précédent opus. La version occidentale du jeu est également appelée « The Legend of Zelda: The Mask of Mujura » durant le développement, mais aussi « The Mask of Mujula »,,. En mars 2000, les titres définitifs sont dévoilés, Zelda no densetsu Mujura no kamen au Japon et The Legend of Zelda: Majora's Mask dans le reste du monde.

## Bande-son

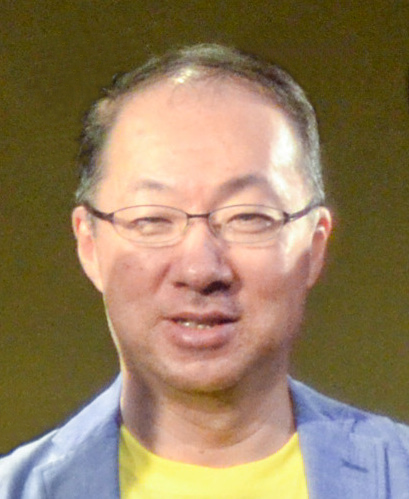
Pour Majora's Mask, Koji Kondo compose quasiment entièrement seul l'une de ses dernières bandes-son de la franchise.

La musique est composée par Koji Kondo, déjà auteur des bandes-son des précédents jeux de la franchise Zelda. Il est épaulé dans cette tâche par Toru Minegishi qui vient de rejoindre Nintendo en 1998. C'est la première participation de ce dernier à la création d'une bande-son de la franchise. Ici, il compose trois pistes. La bande-son est en grande partie composée de musique d'Ocarina of Time retravaillée, complétée par d'autres thèmes traditionnels de Zelda tel que celui de l'Overworld, et de nouveaux morceaux,,,,. Kondo décrit la musique du jeu comme ayant « un son exotique d'opéra chinois ».
The Legend of Zelda: Majora's Mask - Original Soundtrack, sort le 23 juin 2000 au Japon, et comprend 2 CD comportant 112 pistes tirées du jeu,. The Legend of Zelda: Majora's Mask Orchestrations est un album reprenant une partie de la bande-son originale, sorti le 21 octobre 2000.
Les cris de Link sont doublés par Fujiko Takimoto,.

## Commercialisation
The Legend of Zelda: Majora's Mask est publié par Nintendo sur Nintendo 64 le 27 avril 2000 au Japon sous le titre ゼルダの伝説 ムジュラの仮面 (Zeruda no densetsu: Mujūra no kamen), soit deux jours avant le début de la Golden Week qui débute le 29 cette année-là. Il sort en fin d'année en Amérique du Nord le 26 octobre 2000, et le 17 novembre 2000 en Europe. En Amérique du Nord, il est commercialisé dans une cartouche de couleur dorée en nombre limité, dans le commerce pour les premiers acheteurs et pour les joueurs l'ayant pré-commandé,. L'Europe connaît également une version dorée de la cartouche,. Nintendo commercialise le jeu le même jour que celui de la sortie de la console PlayStation 2 en Amérique du Nord, et quelques jours avant sa sortie européenne, dans le but de parasiter cet évènement important pour Sony. En l'occurrence, près de trois semaines après sa sortie, soit le 15 novembre 2000, le jeu s'est vendu à 600 000 exemplaires en Amérique du Nord, alors que seulement 500 000 PlayStation 2 ont trouvé preneurs. Début décembre 2000, les deux PlayStation sur le marché dominent les ventes, mais la campagne publicitaire menée autour de Majora's Mask permet à la Nintendo 64 de se hisser sur la troisième marche avec 26 % des ventes.
L'Expansion Pak, extension nécessaire pour faire fonctionner le jeu sur la console Nintendo 64, est vendue séparément. Toutefois, un pack proposant le jeu et l'extension est par la suite commercialisé uniquement au Japon. Un coffret intitulé Majora's Mask: Limited Edition Adventure Set est publié en 2000 en édition limitée à 1 000 exemplaires, comprenant le jeu, ainsi que des produits dérivés comme la bande originale ou une montre.
Le jeu est réédité sur GameCube le 14 novembre 2003 en Europe, le 17 novembre en Amérique du Nord, et le 18 mars 2004 au Japon, dans la compilation The Legend of Zelda: Collector's Edition qui regroupe les précédents jeux Zelda sortis sur NES et Nintendo 64, ainsi qu'une démo de 20 minutes du jeu The Legend of Zelda: The Wind Waker,.
Majora's Mask est réédité sur la console virtuelle de la Wii le 3 avril en Europe, le 7 avril au Japon, puis le 18 mai 2009 en Amérique du Nord où il est le 300e jeu à paraître sur la plate-forme. Le jeu est par la suite réédité sur la console virtuelle de la Wii U le 23 juin 2016 en Europe, et 24 novembre 2016 en Amérique du Nord.

## Accueil

### Ventes
Majora's Mask s'écoule à 300 000 copies au Japon durant les quatre premiers jours d'exploitation, faisant de lui le second meilleur démarrage sur la console Nintendo 64 derrière son aîné Ocarina of Time. Le jeu s'écoule finalement à 600 000 exemplaires sur l'archipel et devient la 17e meilleure vente sur la console.
En Amérique du Nord, où Majora's Mask sort fin octobre, il est mi-novembre 2000 en tête des ventes, et s'y écoule à 600 000 exemplaires. Le jeu perd sa première place début décembre 2000, puis fin décembre 2000, les ventes du jeu y atteignent plus de 900 000 unités. Il s'est vendu à plus 1,2 million d'exemplaires au 15 janvier 2001, et totalise finalement 1,2 million de ventes en 2017 sur le continent.
En Europe, le jeu se hisse à la dixième position des meilleures ventes quant au chiffre d'affaires. En juin 2017, le jeu est vendu à 3,36 millions d'exemplaires à travers le monde.
En février 2010, l'organisme indépendant FADE (Forecasting and Analyzing Digital Entertainment) dévoile son rapport 2009 pour la console virtuelle de la Wii et le WiiWare, dans lequel Majora's Mask figure dans les dix premiers jeux, avec 2 100 000 de dollars de chiffre d'affaires.

### Critiques de la version originale
Majora's Mask reçoit des louanges de la part de la presse spécialisée lors de sa sortie, malgré quelques critiques mineures. La plupart des médias le décrivent comme l'un des meilleurs jeux du moment, foisonnant de contenu, dotés de graphismes affinés et de nombreux mécanismes de jeux innovants comme le cycle de temps à remonter ou l'utilisation des masques. Les observateurs notent parfois des graphismes présentant quelques ralentissements, une complexité et un univers pouvant rebuter certains joueurs et une bande-son reprenant une bonne partie des pistes du précédent volet. Il totalise en mars 2019 une moyenne de notes de 91,95 % sur GameRankings sur la base de 33 critiques et de 95 % sur Metacritic sur la base de 27 critiques.
Consoles + juge la prise en main rapide. Cependant, l'obligation de parfois refaire certains donjons est jugée lassante, et même si le concept du retour dans le temps est bien accueilli, il complique considérablement la tâche du joueur. Le magazine estime qu'il y a « beaucoup de choses à faire et à découvrir » dans un univers très vaste, et que le journal permet au joueur de réussir les différents objectifs. Il relève des énigmes et des donjons complexes, ce qui offre une difficulté plus élevée que dans le précédent opus, mais note que ces derniers sont cependant moins nombreux, alors que le jeu propose plus de quêtes annexes. Jeuxvideo.com regrette que Link reste enfant, et imagine que c'est dans l'objectif de plaire aux plus jeunes joueurs. La journaliste estime que le système de verrouillage des ennemis est toujours aussi efficace. IGN regrette également le Link adulte. Gamekult considère que la seule réelle nouveauté est l'utilisation des masques. Le site note que le joueur bénéficie très tôt dans l'aventure de la magie et de tous les mécanismes de gameplay essentiels au jeu, ce qui a pour effet d'accroître l'impression de liberté. Pour Joypad, le jeu mise sur la liberté d'action offerte au joueur, le jeu pouvant être appréhendé de plusieurs façons. Selon Gamekult, le réel intérêt du jeu réside dans les donjons et le gameplay est centré sur la collecte d'objets. Mais le site constate une certaine répétitivité à recommencer régulièrement les mêmes phases en remontant le temps. Selon IGN, la perte des éléments mineurs comme les rubis, les noix Mojos ou l'avancement dans les donjons est problématique. Cependant, le site remarque qu'il est possible d'influer sur l'écoulement du temps et de le ralentir, en plus de son arrêt durant les discussions. Le site n'ose même pas répertorier tout le contenu du jeu et le nombre de choses à faire, tant ils sont importants. Il est par exemple impressionné par les imbrications entre l'usage des masques et l'écoulement du temps, mais concède une répétitivité causée par l'usage des masques. GameSpot estime que le journal facilite le déclenchement de certains éléments. Le site juge que les quatre donjons sont aussi gros que ceux du précédent opus, mais plus complexes. Cependant, il considère que la forte dépendance aux quêtes annexes et aux mini-jeux, et à l'usage du cycle temporel rendent difficile l'immersion dans la trame narrative principale. Il est ainsi facile de se perdre à ne réaliser que des éléments annexes ou à errer sans avancer. L'aide de la fée est jugée de minimum, seulement dans la quête principale pour diriger le joueur vers les donjons. Computer and Video Games précise que le jeu ne fait pas que mettre en lumière les personnages secondaires d'un précédent opus à la manière d'un jeu Tomb Raider, mais intègre de nouveaux mécanismes de jeu. Edge apprécie la reprise du système de contrôles « intuitif » du précédent jeu. Le magazine affectionne tout particulièrement le temple de la Grande Baie, et les quêtes secondaires procurant un gameplay non-linéaire « à couper le souffle ».
Pour Consoles +, les visuels sont fins, colorés, propres et les caméras sont optimales. Le magazine relève que les moments clefs sont agrémentés de cinématiques de qualité. Jeuxvideo.com juge que le jeu profite de l'Expansion Pak qui permet des visuels très « détaillés », tout en apportant « une touche très différente des précédents volets ». Gamekult constate qu'il permet une profondeur de champ plus étendue et que le clipping est « quasiment inexistant ». Il juge les textures « fines mais simples » et les « effets de lumière très nombreux et dynamiques », ainsi que la gestion des « caméras bonne », même si elles sont « par moments trop proches ». IGN répertorie de nombreuses améliorations visuelles permises par l'utilisation de l'extension. Cependant, le site juge les graphismes pas assez fins, malgré une amélioration sur ce point par rapport au précédent opus, et relève certains ralentissements. Il juge globalement que le niveau de qualité est tout de même bon. Edge juge les visuels aussi « méticuleusement détaillés, fantastiques, naturels et crédibles » que ceux du précédent opus.
Jeuxvideo.com relève « des thèmes riches en émotions », mais de qualité inégale. IGN indique le rôle important de la musique dans le gameplay, qui change à mesure que les jours avancent, et apprécie la présence du thème de l'overworld. Elle qualifie son utilisation de « brillante » et « variante à plusieurs degrés ». Le site applaudit également les effets sonores, presque chaque personnage en possédant un propre. Ce n'est peut-être pas la meilleure bande-son de la Nintendo 64, mais elle reste émouvante. GameSpot signale le réemploi de nombreuses musiques du précédent volet, mais constate quelques nouvelles pistes qui « s'harmonisent parfaitement avec la bande-son déjà remarquable ».
IGN considère que le jeu n'est pas seulement le meilleur de la console, mais l'un des meilleurs jamais publiés, ainsi que dans le genre action aventure. Electronic Gaming Monthly lui donne la note maximale et le juge comme l'un des meilleurs jeu vidéo. Game Informer s'enthousiasme de tous les aspects du jeu. Computer and Video Games déclare que Majora's Mask « est tout simplement un moment marquant dans l'histoire du jeu », un « jeu sensationnel », malgré « une console à l'agonie ». Consoles + voit le jeu comme une réussite. Edge estime cette suite « brillante » beaucoup plus complexe que son aîné, surprenante par certains éléments beaucoup plus méticuleux. Le magazine regrette qu'elle ne soit pas « immédiatement époustouflante en raison de sa familiarité, peut-être sa plus grande lacune ». Jeuxvideo.com le juge « particulier », mais aussi « exceptionnel », « l'un des meilleurs » de la plate-forme. Pour Gamekult, « c'est un grand jeu », mais qui « ne plaira pas à tout le monde », car il bénéficie d'une ambiance plus « mystérieuse voire plus adulte », et ne propose pas autant d'innovations que son prédécesseur. C'est aussi l'avis de GameSpot.

### Critiques de la version compilée surGameCube
The Legend of Zelda: Collector's Edition, compilation qui intègre notamment Majora's Mask, est très bien accueillie par la presse, considérée comme un « régal » et un « incontournable » pour les fans de la série,,. Pour le magazine Play, les problèmes de son du jeu et les quelques lacunes des autres jeux ternissent un peu l'éclat de cette compilation. Cette réédition de Majora's Mask est également appréciée. GameSpot constate que les visuels ont été améliorés, en haute définition et sont équivalents à ceux d'Ocarina of Time. Le taux d'images par seconde est jugé moins bon, comme le son accusant certaines imperfections. Le jeu présente même un message prévenant de certains problèmes de son en raison de la conversion. IGN juge la présentation du jeu remarquable. Si le site note également l'amélioration graphique, il en est de même pour framerate qui lui semble bloqué au maximum de seulement 30 images par seconde. Pour le site, c'est « fantastique » de profiter de ces « deux jeux d'aventure pionniers » « regroupés sur un seul disque GameCube ». Retro Gamer précise que si le jeu peut être affiché dans une résolution de 640 × 480, il est sujet à des plantages.

### Critiques des versions dématérialisées
La version de Majora's Mask rééditée en 2009 sur la console virtuelle de la Wii est acclamée par la presse spécialisée, qui relève un jeu d'une grande qualité, près de dix ans après sa commercialisation initiale. IGN estime que la sortie du jeu sur la console est un évènement et un très bon choix en tant que 300e jeu sur la plate-forme en Amérique du Nord. Pour le site, c'est « une aventure incroyable à ne pas manquer ». Il précise que les problèmes techniques et de son liés au portage de la version Collector's Edition sont résolus et absents de cette version émulée sur la Wii. Selon Official Nintendo Magazine, le jeu est le plus complexe et le plus difficile de la franchise sorti jusqu'à ce moment-là en 2009. Eurogamer le qualifie de « grand jeu », « toujours brillant » lors de sa réédition en 2009.
La version rééditée en 2016 sur la console virtuelle de la Wii U est testée par Nintendo Life. Le site note une certaine lenteur d'exécution. Il rajoute qu'il est moins « impressionnant » que son remaster Majora's Mask 3D sorti un an plus tôt sur Nintendo 3DS, mais reste toujours « un excellent jeu ».

## Postérité

### Importance
Majora's Mask marque en quelque sorte l'avènement d'Eiji Aonuma, qui prend alors les rênes de la franchise The Legend of Zelda. C'est le premier jeu pour lequel Shigeru Miyamoto ne fait que superviser depuis son rôle de producteur. Il déclare que son implication représente seulement 60 % d'Ocarina of Time et 20 % sur Majora's Mask, alors qu'il avait réalisé les premiers opus de la franchise. Cependant, il voit en Aonuma un successeur, entouré de plusieurs réalisateurs de valeur, et une équipe capable de concevoir un jeu de qualité sans lui, de ses propres mots « comme [s'il] était entouré d'un halo doré ». Il s'agit également du dernier jeu de la franchise pour lequel Koji Kondo compose seul la bande-son. Il est par la suite superviseur ou assisté d'une équipe sur les jeux suivants.

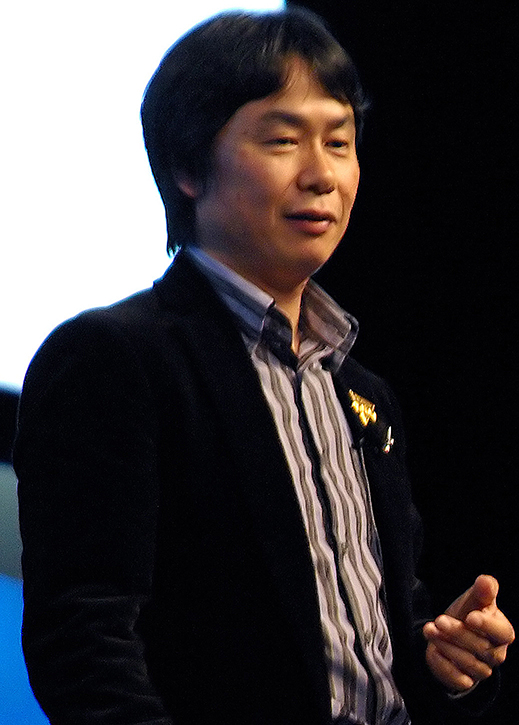
Shigeru Miyamoto, le créateur de The Legend of Zelda, estime n'avoir contribué au jeu qu'à hauteur de 20 %, bien qu'il déclare avoir eu le dernier mot sur tout. Majora's Mask est donc une sorte de passation de pouvoir à Eiji Aonuma, qui prend alors les rênes de la franchise The Legend of Zelda.

Le jeu présente plusieurs éléments qui reviendront dans d'autres épisodes. La noirceur de Majora's Mask ne disparaît pas de la franchise, par exemple avec Twilight Princess qui présente un scénario très sombre. Cette aventure est l'une des rares fois où le joueur peut incarner un autre personnage que Link (Kafei). C'est aussi l'apparition des transformations de Link en diverses créatures, préfigurant par exemple sa transformation en loup dans Twilight Princess. The Legend of Zelda: Spirit Tracks sorti en 2009 présente plusieurs similitudes avec Majora's Mask. En effet, ce jeu bénéficie notamment du même moteur et de modèles 3D de son prédécesseur The Legend of Zelda: Phantom Hourglass et est également développé sur une période très courte, seulement deux ans,. Majora's Mask est également l'un des rares jeux dans lequel ni la princesse Zelda, ni Ganon, ne font partie de l'intrigue, et voit la première apparition de Tingle, un personnage qui devient par la suite récurrent et connaît même plusieurs spin-off sur Nintendo DS comme Freshly-Picked Tingle's Rosy Rupeeland ou Tingle voit la vie en rose à RubisLand.
Le jeu se démarque cependant des autres jeux de la franchise par son ambiance unique et étrange, et se voit parfois qualifié d'« OVNI », ou de « Zelda à part »,. IGN le considère comme le jeu de la franchise comportant les changements les plus importants, depuis le jeu d'action-RPG en défilement horizontal Zelda II: The Adventure of Link. Pour l'auteur français du livre L'Histoire de Zelda consacré à la franchise, Majora's Mask est le Zelda « du consensus impossible, dont l'originalité devient soit la qualité suprême, soit le défaut le plus condamnable ». Certains médias le présentent comme « l'un des Zelda qui divisent le plus les joueurs, tout comme The Adventure of Link ou The Wind Waker ». Une partie des fans n'ont pas apprécié Majora's Mask, son concept de mise sous tension, avec ce risque permanent de l'apocalypse. Certains sont rebutés par l'ambiance, le considèrent comme le plus atypique de la franchise, alors que d'autres, bien que le concept de voyage dans le temps soit un des marqueurs essentiels de la franchise, confessent avoir du mal à s'adapter au système de minuterie et reprochent au jeu sa linéarité. D'autres incriminent le système de sauvegarde, l'absence de Link adulte ou la complexité du gameplay.
En 2001, Majora's Mask reçoit deux récompenses décernées par l'Academy of Interactive Arts and Sciences dans les catégories des meilleurs jeux d'action-aventure de l'année sur console et du meilleur game design. Lors de la première édition des Game Developers Choice Awards en 2001, le jeu est nommé dans les catégories innovation et game design, mais n'obtient aucun prix,.
En 2000, IGN le place au premier rang de son top 5 des meilleurs jeux en import sur Nintendo 64, alors que le jeu n'est pas encore sorti en Occident. Nintendo Power lui octroie le titre de Nintendo Power Awards de l'année 2000 ainsi que de nombreuses autres distinctions comme celle des meilleurs graphismes, de la meilleure histoire ou des meilleurs musiques et sons. En 2001, le magazine Gamers' Republic le désigne jeu d'action de l'année 2000 et second meilleur jeu de cette année-là. Game Informer le place en 2001 au 68e rang de son top 100 des meilleurs jeux de tous les temps, puis au 63e rang en 2009 dans son top 200. Electronic Gaming Monthly le place en 2002 au 7e rang de son top 100 des meilleurs jeux de tous les temps. En 2006, Nintendo Power le désigne 15e de son top 200. Electronic Gaming Monthly le désigne 155e de son top 200. En 2007 IGN le place au 31e rang de son top 100 des meilleurs jeux. En 2009, Official Nintendo Magazine le désigne 45e de son top des 100 meilleurs jeux Nintendo de tous les temps, et IGN le place au 6e rang de son top 10 des jeux mettant en scène la fin du monde. Edge le désigne 77e meilleur jeu de son top 100. En 2013, Retro Gamer le place dans sa liste des meilleurs jeux Nintendo, et l'inclut dans sa liste des 25 meilleurs jeux Nintendo. En 2014, IGN le classe à la 41e place de son classement des 125 meilleurs jeux Nintendo de tous les temps. En 2015, Edge le désigne 34e meilleur jeu de son top 100. En 2015, Retro Gamer le place au 69e rang de sa liste des 150 meilleurs jeux de tous les temps, puis en 2016, en 47e position des 64 éléments essentiels concernant la Nintendo 64. En 2016, IGN le place en 4e position dans sa liste des dix meilleurs jeux Zelda, ainsi qu'en première position de son top 10 des théories les plus délirantes des fans sur les jeux vidéo, avec le modèle Kübler-Ross et ses cinq étapes du deuil. En 2017, le site place le jeu dans sa liste de souhaits pour la ludothèque d'une éventuelle réédition de la console Nintendo 64 miniaturisée. En 2018, le site place le masque de Majora dans sa liste des armes plus puissantes dans les jeux vidéo. Jeuxvideo.com le place au second rang des jeux vidéo mettant en scène l'uchronie, derrière Chrono Trigger.

### Adaptations

#### Caméos ou apparitions
Certains thèmes de Majora's Mask, ainsi que plusieurs bandes-son de jeux marquants de la série, sont réorchestrés et rejoués dans une série de concerts symphoniques intitulée The Legend of Zelda: Symphony of the Goddesses. Les représentations ont lieu régulièrement depuis 2012 aux États-Unis et à travers le monde,,,.
Plusieurs références à Majora's Mask sont glissées dans différents jeux de la franchise The Legend of Zelda. Par exemple, le masque de Majora apparaît furtivement dans The Legend of Zelda: A Link Between Worlds. Dans le jeu Breath of the Wild, l'île Tinglen est nommée ainsi en référence au personnage Tingle, et des habits permettent à Link de porter la tunique de Tingle ou le masque de Majora. Un costume représentant Oni Link est également disponible si le joueur utilise des amiibos. Différents éléments de Majora's Mask sont également repris dans le jeu Hyrule Warriors, un spin-off développé par Omega Force et Team Ninja, comme plusieurs personnages jouables, dont Link enfant, combattant avec des masques, Tingle ou Skull Kid,. Différents costumes représentant des personnages de Majora's Mask sont également proposés, tout comme une nouvelle carte du mode « Aventure », représentant Termina.
Certains éléments sont également repris dans d'autres franchises. Les jeux de combat de la série Super Smash Bros. mettent également en scène des éléments issus de Majora's Mask. Dans l'épisode GameCube Super Smash Bros. Melee, Link enfant, personnage jouable de Majora's Mask, est présent en tant que personnage jouable. Une arène de combat où peut être aperçu Tingle est inspirée de la Grande Baie de Termina, et plusieurs objets, comme le masque de Lapin, font leur apparition. Dans l'épisode Wii Super Smash Bros. Brawl, Tingle revient sous la forme d'un power-up appelé « trophée aide », assistant le joueur lors des combats. Dans l'épisode multiplateforme Super Smash Bros. for Nintendo 3DS / for Wii U, c'est Skull Kid qui apparaît sous forme de trophée aide. Le niveau inspiré de la Grande Baie fait son retour dans Super Smash Bros. Ultimate. La lune anthropomorphique de Majora's Mask fait également une apparition, pouvant s'écraser sur le champ de bataille et modifier l'issue des combats. Dans Travis Strikes Again: No More Heroes de Suda51, le personnage de Travis peut porter un tee-shirt à l'effigie du jeu Majora's Mask.
En 2001, Jackson Guitars crée une réplique à 7 cordes en édition limitée de la guitare Zora, offerte au gagnant d'un concours appelé « Jackson Zoraxe » organisé par Nintendo Power. En septembre 2010, un fan connu sous le pseudonyme Jadusable invente un canular prétextant avoir acheté une cartouche du jeu Majora's Mask hantée. Il fait le récit sur un forum de plusieurs faits intrigants accompagnés de plusieurs vidéos censées corroborer ces faits, comme la mort du personnage provoquée par le jeu ou des messages énigmatiques comme « You've met with a terrible fate, haven't you? » (« Vous faites face à un destin terrible, n'est-ce pas ? »),. En 2014, un groupe de forgerons fans de jeux vidéo, qui ont déjà créé les épées Masamune de Final Fantasy VII et Gunblade de Final Fantasy VIII, forgent une réplique de l'épée à lames doubles entrelacées que brandit Oni Link dans Majora's Mask. En 2014, un fan crée une vidéo en haute définition de plusieurs passages de Majora's Mask en trois dimensions. En mars 2016, un fan recrée la scène d'introduction du jeu dans le moteur Unreal Engine 4. Fin 2016, un studio d'animation américain reprend l'univers de Majora's Mask et le personnage Skull Kid dans un court-métrage de quelques minutes,.

#### Manga
Majora's Mask est adapté en manga par Akira Himekawa, et édité au Japon dès 2000 en un seul volume sous le titre The Legend of Zelda: Majora's Mask. Celui-ci tente de restituer l'atmosphère sombre de son modèle, en adaptant point par point le scénario original. Selon IG Magazine, « le résultat final n'est pas tout à fait au niveau du jeu ». Il arrive cependant beaucoup plus tard en Occident, par exemple en France, où il est publié par Soleil en 2009.

#### Remake

Logo de Majora's Mask 3D.

The Legend of Zelda: Majora's Mask 3D est un remake du jeu d'action-aventure éponyme co-développé par Grezzo et Nintendo EAD, puis édité par Nintendo sur Nintendo 3DS en février 2015, coïncidant avec les sorties nord-américaines et européennes de la New Nintendo 3DS. C'est un remaster amélioré sur console portable affiché en trois dimensions, profitant des fonctionnalités tactile et gyroscopique, de graphismes améliorés, d'ajouts au niveau du gameplay et du scénario,,,.
Après le succès d'Ocarina of Time 3D, et face à la demande des joueurs, Nintendo décide de lancer la production d'une version revisitée de Majora's Mask dès le lancement de ce premier remake. Le jeu reprend ainsi le système de jeu et la trame de son modèle tout en apportant des nouveautés.
Majora's Mask 3D reçoit des critiques élogieuses de la part de la presse spécialisée lors de sa sortie. Le jeu s'est vendu à 2,03 millions d'exemplaires à travers le monde au 31 mars 2015.

### Ressources primaires
1. ↑  (en) Nintendo, « Zelda Universe: The Great Hyrule Encyclopedia - « Termina » », sur Zelda.com.
2. 1 2 3 4 5  Nintendo EAD. The Legend of Zelda: Majora's Mask (Nintendo 64). Nintendo. 2000.

### Interviews
1. 1 2 3 4 5 6 7 8 9 10 11 12 13 14 15 16 17 18 19 20  (en) « Shigeru Miymoto Interview », sur Nintendo.com, 7 juillet 2000.
2. 1 2 3 4  Satoru Iwata, « Iwata demande : The Legend of Zelda: Spirit Tracks - 1. On pensait avoir déjà tout donné », sur Nintendo, 4 décembre 2009.
3. ↑  (en) Chris Kohler, « Interview: Super Mario Galaxy Director On Sneaking Stories Past Miyamoto », sur Wired, 4 décembre 2007.
4. ↑  (en) Edge Staff, « Interview: Nintendoís Unsung Star », sur Edge Magazine, 6 février 2008.
5. 1 2 3  (ja) « Interview Eiji Aonuma », Nintendo Dream,‎ mars 2015.
6. ↑  Satoru Iwata, « Iwata demande : The Legend of Zelda: Spirit Tracks - 2. Pourquoi Tetra n'est pas dans ce jeu », sur Nintendo, 4 décembre 2009.

### Ressources secondaires
1. 1 2 3  (en) IGN Staff, « Unmasking Zelda 2 », sur IGN, 28 avril 2000.
2. 1 2 3 4 5 6 7 8 9 10 11 12 13  (en) « Hyrule Fantasy », Retro Videogame Magazine, no 11,‎ 2016, p. 19-30.
3. 1 2 3 4  Nicolas Courcier Mehdi El Kanafi, Chapitre II : Zelda VI: Majora's Mask -, p. 69.
4. 1 2  Puyo, « Pack Mario Kart + Zelda le 14 novembre », sur Gamekult, 3 novembre 2003.
5. 1 2 3  « The Legend of Zelda : Collector's Edition - Page d'accueil », sur Gamekult.
6. 1 2  (en) Hirohiko Niizumi, « The Legend of Zelda: Collector's Edition Hitting Japan », sur GameSpot, 9 février 2004.
7. 1 2 3 4 5 6  (en) Lucas M. Thomas, « The Legend of Zelda: Majora's Mask Review », sur IGN, 19 mai 2009.
8. 1 2  Rédaction, « La sortie Console Virtuelle de la semaine », sur Jeuxvideo.com, 3 avril 2009.
9. 1 2  (en) Sean Aaron, « Nintendo Download: 7th April 2009 (Japan) », sur Nintendo Life, 3 avril 2009.
10. 1 2  AoNoShiro, « Zelda Majora's Mask arrive sur Console virtuelle Wii U », sur Gamekult, 20 juin 2016.
11. 1 2  (en) Thomas Whitehead, « Nintendo Download: 24th November (North America) », sur Nintendo Life, 24 novembre 2016.
12. ↑  Ankama Presse, Chronologie : La Dernière Énigme de Zelda, p. 124.
13. 1 2  (en) Richard George, « The Legend of Zelda Timeline Revealed », sur IGN, 24 décembre 2011.
14. 1 2  Eiji Aonuma Akira Himekawa, Chronologie d'Hyrule, terre des Dieux…, p. 69.
15. ↑  Eiji Aonuma Akira Himekawa, Le Héros du vent et le Nouveau monde : Retour du héros à son époque, p. 122.
16. ↑  (en) « Zelda: The History », NGC Magazine, no 61,‎ décembre 2001, p. 94-97.
17. 1 2 3 4 5 6 7 8 9 10 11 12 13 14 15 16 17 18 19  Eiji Aonuma Akira Himekawa, Le Royaume du crépuscule et les descendants du héros: L'Autre Histoire du royaume d'Hyrule, p. 110-112.
18. 1 2 3  (en) Nathanael Peacock, « The Biggest, Baddest Super-Weapons in Gaming », sur IGN, 19 février 2018.
19. 1 2 3 4 5 6 7 8 9 10 11  Ankama Presse, Link: From Past to Future, p. 128-129.
20. 1 2  (en) IGN Staff, « 72 Hours: Volume #2 », sur IGN, 29 juin 2000.
21. 1 2 3 4 5 6 7 8 9 10 11 12 13 14 15 16 17 18 19 20 21 22 23 24  (en) Fran Mirabella III, « Legend of Zelda: Majora's Mask », sur IGN, 25 octobre 2000.
22. 1 2 3 4 5 6 7 8 9 10  Nicolas Courcier Mehdi El Kanafi, Chapitre II : Zelda VI: Majora's Mask - Trois jours pour sauver le monde, p. 72-74.
23. 1 2 3 4 5  (en) « XG Strategy: The Legend of Zelda: Majora's Mask », Expert Gamer, no 79,‎ janvier 2001, p. 106-113.
24. 1 2 3 4 5 6  Ankama Presse, Les Lieux de l'action : Le Royaume d'Hyrule et autres contrées, p. 130-141.
25. 1 2 3 4 5 6 7  Ankama Presse, Portrait Yoshiaki Koizumi, p. 176-179.
26. 1 2 3 4 5 6 7 8 9 10 11 12 13 14 15 16 17 18 19 20 21 22  Romendil, « Zelda : Majora's Mask - N64 (Zelda : Mujula no Kamen) - Dossier : Zelda », sur Jeuxvideo.com, 11 janvier 2007.
27. ↑  Luke Cuddy, Trois Jours à Tennina : Zelda et la Temporalité, p. 131-132.
28. 1 2 3 4 5 6 7 8 9 10 11 12  Ankama Presse, Portrait Eiji Aonuma, p. 172-175.
29. ↑  (en) IGN Staff, « 72 Hours: Volume #14 », sur IGN, 19 octobre 2000.
30. 1 2 3 4 5 6  Ankama Presse, Le temps dans Zelda, p. 152-155.
31. 1 2 3 4 5 6 7 8 9 10 11 12 13 14 15 16 17 18 19 20 21 22 23 24 25 26 27 28 29 30 31 32 33 34 35 36 37 38 39 40  Ankama Presse, The Legend of Zelda: Majora's Mask, p. 56-61.
32. 1 2  (en) « Now Playing », Nintendo Power, vol. 137,‎ octobre 2000, p. 112.
33. 1 2  (en) Jose Otero, « The Legend of Zelda: Link's Stunning Visual Evolution », sur IGN, 10 septembre 2014.
34. ↑  William Audureau, « Miyamoto, la Wii U et le secret de la Triforce », sur Gamekult, 1er novembre 2012.
35. ↑  (en) Jesse Schedeen, « Stars: Icons - Link », sur IGN, 19 mars 2008.
36. 1 2 3  Ankama Presse, Quand la musique est un élément de gameplay, p. 142-145.
37. 1 2 3 4 5  (en) Peer Schneider, « Hyrule Times Vol. 19: Legend of Zelda: Majora's Mask », sur IGN, 31 mai 2002, p. 1-5.
38. ↑  Takashi Yamamori Kazuya Sakai, The Legends of Zelda, p. 16.
39. 1 2 3 4 5 6 7 8 9 10 11 12 13 14 15 16 17 18 19 20 21  Nicolas Courcier Mehdi El Kanafi, Chapitre II : Zelda VI: Majora's Mask - Une Ambiance dépressive, p. 74-78.
40. 1 2 3  « The Legend of Zelda: Majora's Mask », GamePlay RPG, no 4,‎ décembre 2000, p. 62-66.
41. 1 2 3  (en) Nebojsa Radakovic, « Legend of Zelda: Majora's Mask Review », sur Game Revolution, 1er novembre 2000.
42. 1 2 3  Takashi Yamamori Kazuya Sakai, Termina: the World of Majora's Mask, p. 36-37.
43. ↑  Ankama Presse, Kooloo-Limpah ou la vie trépidante de Tingle, p. 156-159.
44. 1 2  Wee116, « Chronique vidéo Rétro Découverte : L'histoire de Tingle », sur Jeuxvideo.com, 1er décembre 2018.
45. ↑  Takashi Yamamori Kazuya Sakai, Fairies, p. 23.
46. 1 2  Takashi Yamamori Kazuya Sakai, Tingle The Map Seller, p. 57.
47. ↑  Takashi Yamamori Kazuya Sakai, Deku Scrubs: Forest Troublemakers, p. 50.
48. ↑  Takashi Yamamori Kazuya Sakai, The Gorons: Bodies like Boulders, p. 46-47.
49. ↑  Takashi Yamamori Kazuya Sakai, The Zoras: Protectors of Water, p. 48-49.
50. ↑  Takashi Yamamori Kazuya Sakai, The Gerudo: Noble Thieves of the Desert, p. 45.
51. 1 2 3 4  (en) IGN Staff, « Legend of Zelda: Majora's Mask », sur IGN, 22 septembre 2000.
52. 1 2 3 4 5 6 7 8 9 10 11 12 13 14 15 16 17 18 19  « The Legend of Zelda: Majora's Mask », Consoles +, no 106,‎ novembre 2000, p. 100-105.
53. ↑  Salva Fernandez, II. L'ère de la Nintendo 64 - The Legend of Zelda: Majora's Mask - La Vie à Bourg-Clocher, p. 119-120.
54. ↑  Takashi Yamamori Kazuya Sakai, Great Fairies of Legend, p. 23.
55. 1 2 3  Takashi Yamamori Kazuya Sakai, 2000: Majora's Mask - Plot), p. 242.
56. 1 2 3 4 5 6  (en) « XG Strategy: The Legend of Zelda: Majora's Mask », Expert Gamer, no 78,‎ décembre 2000, p. 104-115.
57. 1 2  (en) The Freshman, « The Legend of Zelda: Majora's Mask Review », sur GamePro, 30 octobre 2000.
58. 1 2 3 4 5 6 7 8 9  Anark, « La Légende de Zelda : le Masque de Majora », sur Gamekult, 12 décembre 2000.
59. 1 2 3 4 5 6 7  (en) IGN Staff, « New Zelda Details Unmasked », sur IGN, 13 avril 2000.
60. ↑  (en) IGN Staff, « 72 Hours: Volume #6 », sur IGN, 28 juillet 2000.
61. 1 2  (en) « The Legend of Zelda: Majora's Mask », Next Generation, no 72,‎ décembre 200, p. 115.
62. ↑  (en) Jeremy Conrad, « The Legend of Zelda: Majora's Mask Strategy Guide - Heart », sur IGN, 2000.
63. ↑  Takashi Yamamori Kazuya Sakai, Rupees: Currency that Shimmers like a Gem, p. 94.
64. ↑  Takashi Yamamori Kazuya Sakai, Heart (consumable), p. 124.
65. ↑  (en) Jeremy Conrad, « The Legend of Zelda: Majora's Mask Strategy Guide - Basics », sur IGN, 2000.
66. 1 2 3  (en) IGN Staff, « The Clock is Ticking », sur IGN, 25 septembre 2000.
67. ↑  (en) IGN Staff, « 72 Hours: Volume #13 », sur IGN, 12 octobre 2000.
68. ↑  (en) IGN Staff, « 72 Hours: Volume #5 », sur IGN, 20 juillet 2000.
69. ↑  (en) IGN Staff, « 72 Hours: Volume #9 », sur IGN, 14 septembre 2000.
70. ↑  (en) IGN Staff, « Believe it or Not... », sur IGN, 23 août 1999.
71. ↑  (en) IGN Staff, « Time Is on Your Side », sur IGN, 27 avril 2000.
72. ↑  (en) Holly Green, « Majora's Mask and the Magic of Player Revisionism », sur Paste, 4 décembre 2017.
73. 1 2 3 4  (en) Jeremy Conrad, « The Legend of Zelda: Majora's Mask Strategy Guide - Masks », sur IGN, 2000.
74. 1 2 3 4 5  Oscar Lemaire, XV Le Sprint : Le Pouvoir des masques, p. 294-296.
75. 1 2 3 4 5 6  Salva Fernandez, II. L'ère de la Nintendo 64 - The Legend of Zelda: Majora's Mask - Koizumi, encore lui !, p. 121-124.
76. 1 2 3  (en) IGN Staff, « 72 Hours: Volume #1 », sur IGN, 22 juin 2000.
77. ↑  (en) Jeremy Conrad, « IGN Guides - The Legend of Zelda: Majora's Mask Strategy Guide - All Masks », sur IGN, 2000.
78. ↑  (en) IGN Staff, « 72 Hours Volume #4: Oni Link », sur IGN, 13 juillet 2000.
79. ↑  (en) IGN Staff, « 72 Hours: Volume #3 », sur IGN, 6 juillet 2000.
80. 1 2  Oscar Lemaire, XVII L'Apocalypse, Link et la mort : L'Importance de l'amitié, p. 330-333.
81. ↑  Oscar Lemaire, XVII L'Apocalypse, Link et la mort : Un Monde adulte et enfantin, p. 323-325.
82. 1 2 3 4  Nicolas Courcier Mehdi El Kanafi, Chapitre II : Zelda VI: Majora's Mask - L'Apocalypse, p. 80.
83. 1 2 3 4 5 6 7  Nicolas Courcier Mehdi El Kanafi, Chapitre II : Zelda VI: Majora's Mask - L'Histoire sans fin, p. 78-79.
84. 1 2  Boulapoire, « Majora's Mask : l'épreuve du temps », sur Gamekult, 17 novembre 2014.
85. 1 2  Nicolas Courcier Mehdi El Kanafi, Chapitre II : Zelda VI: Majora's Mask - Retour à l'âge adulte, p. 79-80.
86. 1 2  Oscar Lemaire, XVII L'Apocalypse, Link et la mort : Le voyage initiatique, p. 333-334.
87. ↑  Oscar Lemaire, XVII L'Apocalypse, Link et la mort, p. 321-323.
88. 1 2  Oscar Lemaire, XVII L'Apocalypse, Link et la mort : La Souffrance des morts, p. 326-328.
89. 1 2 3 4 5 6  Régis Monterrin, « The Legend of Zelda: Majora's Mask », Les Cahiers de la play histoire, Omaké Books, no 2 Hors-série « Spécial The Legend of Zelda »,‎ juin-juillet 2017, p. 50-51 (ISSN 2417-291X).
90. 1 2 3 4  Coco_The_Gamer, « Project Database: Majora's Mask ou la théorie du Deuil du Héros », sur Jeuxvideo.com, 29 novembre 2015.
91. 1 2 3 4 5  (en) IGN Staff, « Top 10 Mind-Blowing Video Game Fan Theories », sur IGN, 31 octobre 2016.
92. ↑  Oscar Lemaire, XVII L'Apocalypse, Link et la mort : L'Épreuve du deuil, p. 328-330.
93. ↑  Anthony Bean, Unmasking Grief: Applying the Kubler-Ross Five Stages of Grief Model to the Legend of Zelda: Majora's Mask, p. 103-128.
94. ↑  Nicolas Courcier Mehdi El Kanafi, Chapitre II : Zelda VI: Majora's Mask - Le Rapport aux masques, p. 81-84.
95. 1 2 3 4 5 6 7 8 9  Luke Cuddy, Le Temps et l'Espace dans le monde d'Hyrule, p. 130-141.
96. 1 2 3 4  Nicolas Courcier Mehdi El Kanafi, Chapitre II : Zelda VI: Majora's Mask - Un Pari osé, p. 70-72.
97. 1 2  Salva Fernandez, II. L'ère de la Nintendo 64 - The Legend of Zelda: Majora's Mask - Le Héros contre le temps, p. 110-114.
98. ↑  (en) IGN Staff, « Miyamoto and Aonuma on Zelda - Page 5 », sur IGN, 4 décembre 2002.
99. ↑  Oscar Lemaire, XIV De Zelda Ura à Zelda Gaiden : Ura Zelda, p. 266-267.
100. ↑  (en) IGN Staff, « Limited Edition Zelda in Europe », sur IGN, 15 avril 2003.
101. ↑  (en) IGN Staff, « Zelda Bonus Disc Coming to US », sur IGN, 4 décembre 2002.
102. 1 2 3 4 5 6  (en) IGN Staff, « GDC 2004: The History of Zelda », sur IGN, 25 mars 2004, p. 1-6.
103. 1 2 3  Oscar Lemaire, XIV De Zelda Ura à Zelda Gaiden : La rébellion d'Aonuma, p. 268.
104. ↑  (en) Andrew Yoon, « Zelda's Eiji Aonuma on annualization, and why the series needs a bit more time », sur Shacknews, 16 octobre 2016.
105. ↑  (en) IGN Staff, « Nintendo Sequel Rumblings », sur IGN, 11 mai 1999.
106. 1 2  (en) IGN Staff, « Zelda Sequel Invades Spaceworld », sur IGN, 16 juin 1999.
107. 1 2  Rédaction, « Zelda Gaiden et l'Expansion Pack », sur Jeuxvideo.com, 19 août 1999.
108. ↑  (en) « Space World '99 », Game Informer, no 79,‎ novembre 1999, p. 24–25.
109. ↑  (en) IGN Staff, « First Screenshots of Zelda Gaiden! », sur IGN, 4 août 1999.
110. ↑  (en) « The Legend of Zelda: The Continuing Saga Preview », Game Informer, no 79,‎ novembre 1999, p. 42.
111. ↑  (en) IGN Staff, « First Zelda Gaiden Details Exposed », sur IGN, 19 août 1999.
112. ↑  (en) IGN Staff, « Gaiden and Ura Zelda Split », sur IGN, 20 août 1999.
113. ↑  (en) « An Interview with Shigeru Miyamoto », Game Informer, no 79,‎ novembre 1999, p. 26.
114. ↑  (en) IGN Staff, « Gaiden for Holiday 2000 », sur IGN, 4 novembre 1999.
115. 1 2 3  (en) IGN Staff, « Zelda Gets a New Name, Screenshots », sur IGN, 6 mars 2000.
116. 1 2 3 4 5 6 7 8 9 10 11 12 13 14 15 16  (ja) « Making-of - The Legend of Zelda: Majora's Mask », Nintendo Online Magazine,‎ octobre 2000.
117. 1 2 3 4  Oscar Lemaire, XIV De Zelda Ura à Zelda Gaiden : La Nécessité d'une idée originale, p. 270-272.
118. 1 2 3 4 5  Oscar Lemaire, XIV De Zelda Ura à Zelda Gaiden : Le Véritable Chef d'équipe, p. 275-276.
119. ↑  Oscar Lemaire, XIV De Zelda Ura à Zelda Gaiden : Une organisation optimale, p. 272-273.
120. 1 2 3 4 5  Takashi Yamamori Kazuya Sakai, 2000: Majora's Mask - Developer Notes), p. 247.
121. 1 2  Oscar Lemaire, XIV De Zelda Ura à Zelda Gaiden : Koizumi à la rescousse, p. 269-270.
122. ↑  William Audureau, « Majora's Mask » : le retour du Zelda « maudit », sur Le Monde - Pixels, 6 novembre 2014.
123. ↑  (en) Jeffrey Matulef, « Majora's Mask is getting remade on 3DS... finally », sur Eurogamer, 5 novembre 2014.
124. 1 2 3 4 5 6  Oscar Lemaire, XV Le Sprint : Des Inspirations cinématographiques ?, p. 285-287.
125. 1 2  Oscar Lemaire, XIV De Zelda Ura à Zelda Gaiden : L'Appel des anciens, p. 276-281.
126. 1 2 3  Oscar Lemaire, XIV De Zelda Ura à Zelda Gaiden : Le Retour de l'assemblée des réalisateurs, p. 273-274.
127. 1 2 3 4 5  (en) Justin Haywald, « How Did Aliens Get Into The Legend of Zelda: Majora's Mask? », sur GameSpot, 13 février 2015.
128. 1 2 3 4  Oscar Lemaire, XV Le Sprint : Des personnages plus suspect que jamais, p. 291-294.
129. ↑  Oscar Lemaire, XV Le Sprint : Le Scénario prétexte, p. 289-291.
130. 1 2  Ankama Presse, L'essence de Zelda ?, p. 165-170.
131. 1 2  Salva Fernandez, II. L'ère de la Nintendo 64 - The Legend of Zelda: Majora's Mask - Le Temps en notre faveur, p. 117-118.
132. 1 2 3 4 5  Oscar Lemaire, XV Le Sprint : Réglages nécessaires, p. 287-289.
133. 1 2 3 4 5 6 7  Oscar Lemaire, XV Le Sprint : La Ligne d'arrivée, p. 296-298.
134. 1 2 3  (en) Justin Haywald, « Creating Nintendo's Most Memorable Melodies: Q&A With Koji Kondo », sur GameSpot, 14 décembre 2014.
135. 1 2  Oscar Lemaire, XV Le Sprint, p. 283.
136. ↑  Rédaction, « The Legend of Zelda : Majora's Mask », sur Jeuxvideo.com, 16 mars 2000.
137. 1 2  Ankama Presse, Symphonie pour Hyrule, p. 146-149.
138. 1 2  (en) IGN Staff, « Zelda Soundtrack Released », sur IGN, 30 juin 2000.
139. 1 2 3 4 5 6 7 8 9  (en) Jeff Gerstmann, « The Legend of Zelda: Majora's Mask », sur GameSpot, 25 octobre 2000.
140. ↑  (en) IGN Staff, « Music to Your Ears », sur IGN, 1er mai 2000.
141. ↑  (en) « Inside Zelda Part 4: Natural Rhythms of Hyrule », Nintendo Power, no 195,‎ septembre 2005, p. 56–58.
142. ↑  « Zique Pad : The Legend of Zelda: Majora's Mask », Joypad, no 103,‎ décembre 2000, p. 68.
143. ↑  (en) « The Legend of Zelda: Majora's Mask - FMCN-1003 », sur VGMdb.
144. ↑  (en) Gamespot Staff et Fox Van Allen, « 26 Facts About The Legend of Zelda That You Probably Did Not Know », sur GameSpot, 7 septembre 2017.
145. ↑  (en) N.Ho Sang et Peter Tieryas, « 12 Reasons to Play The Legend of Zelda: Majora's Mask », sur Kotaku, 28 janvier 2015.
146. 1 2 3 4  Oscar Lemaire, XVI Le Moins Populaire des Zelda, p. 311-312.
147. ↑  Rédaction, « Nintendo et Zelda », sur Jeuxvideo.com, 26 juillet 2000.
148. ↑  (en) IGN Staff, « Majora's Gold », sur IGN, 26 juillet 2000.
149. 1 2 3 4 5 6 7  Romendil, « The Legend of Zelda : Majora's Mask », sur Jeuxvideo.com, 20 novembre 2000.
150. ↑  Dagdag, « Zelda contre la PS2 », sur Gamekult, 6 novembre 2000.
151. 1 2  Anark, « Zelda 2 Number One ! », sur Gamekult, 15 novembre 2000.
152. ↑  Dagdag, « La PlayStation renaît de ses cendres », sur Gamekult, 6 décembre 2000.
153. ↑  (en) Levi Buchanan, « N64 Expansion Pak », sur IGN, 29 octobre 2008.
154. ↑  (en) IGN Staff, « 64DD: Broken Promises », sur IGN, 23 février 2001.
155. ↑  (en) Livre Guinness des records, Guinness World Records Gamer's Edition 2016, Livre Guinness des records, 2015, 216 p. (ISBN 9781910561102, lire en ligne), p. 83
156. ↑  Rédaction, « La compile ultime pour Zelda », sur Jeuxvideo.com, 7 octobre 2003.
157. ↑  Usul, « Top 10 Nintendo 64 USA », sur Gamekult, 6 décembre 2000.
158. ↑  Rédaction, « Zelda et le million », sur Jeuxvideo.com, 21 décembre 2000.
159. ↑  Dagdag, « Top 5 USA des jeux consoles 2000 », sur Gamekult, 15 janvier 2001.
160. ↑  Trunks, « Jeux Wii en ligne, bilan chiffré de 2009 », sur Gamekult, 23 février 2010.
161. ↑  (en) « The Legend of Zelda: Majora's Mask », Computer and Video Games, no 229,‎ décembre 2000, p. 84-85.
162. 1 2 3 4 5  (en) « The Legend of Zelda: Majora's Mask », Edge, no 92,‎ noël 2000, p. 88-89.
163. 1 2  (en) « The Legend of Zelda: Majora's Mask », Electronic Gaming Monthly, no 137,‎ décembre 2000, p. 209.
164. ↑  (en) IGN Staff, « The Legend of Zelda: Majora's Mask Reviewed! », sur IGN.
165. ↑  (en) « The Legend of Zelda: Majora's Mask », GameFan, vol. 8, no 12,‎ décembre 2000, p. 118-121.
166. 1 2  « The Legend of Zelda: Majora's Mask », Joypad, no 103,‎ décembre 2000, p. 104-108.
167. ↑  (en) Victor Lucas, « The Legend of Zelda: Majora's Mask », sur Electric Playground, 27 octobre 2000.
168. ↑  (en) « The Legend of Zelda: Majora's Mask », sur Daily Radar, 16 novembre 2000.
169. 1 2  (en) « The Legend of Zelda: Majora's Mask », sur Metacritic, mars 2019.
170. ↑  (en) « The Legend of Zelda: Majora's Mask », sur GameRankings, mars 2019.
171. 1 2 3  (en) « The Legend of Zelda: Majora's Mask », sur Computer and Video Games, 15 août 2001.
172. ↑  (en) Andrew Reiner, « The Legend of Zelda: Majora's Mask », Game Informer, no 91,‎ novembre 2000, p. 136 (lire en ligne).
173. 1 2 3  (en) Ricardo Torres, « The Legend of Zelda Collector's Edition Bundle Impressions », sur GameSpot, 14 novembre 2003.
174. 1 2 3  (en) IGN Staff, « Legend of Zelda: Collector's Edition », sur IGN, 17 novembre 2003.
175. ↑  (en) Jeff Milligan, « The Legend of Zelda: Collector's Edition GameCube Review », sur Gaming Target, 19 décembre 2003.
176. ↑  (en) « The Legend of Zelda: Collector's Edition », Play, no 25,‎ janvier 2004, p. 63 (ISSN 1537-7539).
177. 1 2  (en) « The History of Zelda », Retro Gamer, no 51,‎ août 2008, p. 26-37.
178. ↑  (en) Tom East, « Review: Legend Of Zelda: Majora's Mask », sur Official Nintendo Magazine, 6 avril 2009.
179. ↑  (en) Dan Whitehead, « Virtual Console Roundup », sur Eurogamer, 12 avril 2009.
180. 1 2 3  (en) Dave Frear, « The Legend of Zelda: Majora's Mask Review (Wii U eShop / N64) », sur Nintendo Life, 1er juillet 2016.
181. ↑  « Dossier Zelda », IG Magazine, no 6,‎ janvier 2010, p. 160.
182. 1 2 3  Kyle Hilliard, 8. The Legend of Zelda: Majora's Mask (Nintendo 64, 2000), p. 36-41.
183. ↑  Snaken, « Gamekult l'émission #248 - Darkest Dungeon / Majora's Mask », sur Gamekult, 6 février 2015.
184. ↑  Oscar Lemaire, XVI Le Zelda conflictuel.
185. ↑  (en) IGN Staff, « GDC 2001: AIAS 2001 Awards », sur IGN, 23 mars 2001.
186. ↑  (en) Trey Walker, « GDC Award nominees announced », sur GameSpot, 24 avril 2003.
187. ↑  (en) IGN Staff, « GDC 2001: Game Developers Conference Awards », sur IGN, 26 mars 2001.
188. ↑  (en) IGN Staff, « The Top 25 N64 Games of All Time », sur IGN, 15 juin 2000.
189. ↑  (en) « 2000 Nintendo Power Awards », Nintendo Power, no 144,‎ mai 2001.
190. ↑  (en) « 2000 Year in Review », Gamers' Republic, no 33,‎ février 2001, p. 20-42.
191. ↑  (en) « Top 100 Games of All-Time », Game Informer, vol. 100,‎ août 2001, p. 34.
192. ↑  (en) The Game Informer staff, « The Top 200 Games of All Time », Game Informer, no 200,‎ décembre 2009, p. 44–79.
193. ↑  (en) « Electronic Gaming Monthly's 100 Best Games of All-Time », sur Gamers.com, 1er janvier 2001.
194. ↑  (en) « NP Top 200 », Nintendo Power, vol. 200,‎ février 2006, p. 58–66.
195. ↑  (en) « The Greatest 200 Video Games of Their Time », sur Electronic Gaming Monthly, 2006.
196. ↑  (en) « IGN Top 100 Games 2007 », sur IGN, 2007.
197. ↑  (en) Tom East, « 100 Best Nintendo Games – Part Three », sur Official Nintendo Magazine, 2009.
198. ↑  (en) IGN Staff, « Wednesday 10: The End of the World », sur IGN, 5 août 2009.
199. ↑  (en) Edge Staff, « The 100 Best Games To Play Today », sur Edge, 9 mars 2009.
200. ↑  (en) « Nintendo's Greatest Games », Retro Gamer, no 116,‎ mai 2013, p. 26.
201. ↑  « The 25 Greatest Nintendo Games », GamesTM, no 134,‎ avril 2013, p. 74-75.
202. ↑  (en) IGN Nintendo Nostalgia Crew, « The Top 125 Nintendo Games of All Time - Page 6 », sur IGN, 24 septembre 2014.
203. ↑  (en) « The 100 Greatest Videogames », Edge Special Edition,‎ 2015.
204. ↑  (en) « 150 Greatest Games Ever! », Retro Gamer, no 150,‎ décembre 2015, p. 32.
205. ↑  (en) « Nintendo's Midas Touch », Retro Gamer, no 157,‎ juillet 2016, p. 30.
206. ↑  (en) IGN's Zelda Fanatics, « Top 10 Legend of Zelda Games », sur IGN, 8 août 2016.
207. ↑  (en) Jonathon Dornbush, « 16 Games That Need to Be on the Nintendo 64 Classic », sur IGN, 13 octobre 2017.
208. ↑  Wee116, « Chronique vidéo Top 10 des jeux comportant des voyages temporels », sur Jeuxvideo.com, 10 octobre 2018.
209. ↑  (en) Owen S. Good, « The Legend of Zelda: Symphony of the Goddesses announces 2017 tour schedule », sur Polygon, 14 mars 2017.
210. ↑  Julien Hubert, « Le concert Zelda Symphony Of The Goddesses revient à Paris », sur Gameblog, 6 mai 2016.
211. ↑  Morgane Tual, « Des 16-bits aux concerts symphoniques, quand la musique de jeux vidéo fait salle comble », sur M - Pixels, 23 avril 2015.
212. ↑  (en) « Legend of Zelda concert returns to UK », sur Digital Spy, 5 février 2013.
213. ↑  Puyo, « Du Zelda Majora dans Smash Bros. », sur Gamekult, 6 décembre 2013.
214. ↑  Valérie Précigout, S'approprier une cartographie imaginaire, p. 116.
215. ↑  Takashi Yamamori, Armor and Clothing : An Array of accessories, p. 189.
216. ↑  Takashi Yamamori, Armor and Clothing : An Array of accessories, p. 193.
217. ↑  Epyon, « Le DLC Majora's Mask de Hyrule Warriors détaillé », sur Jeuxvideo.com, 19 janvier 2015.
218. ↑  Boulapoire, « Skull Kid jouable dans Hyrule Warriors Legends », sur Gamekult, 6 octobre 2015.
219. ↑  Julien Inverno, « Hyrule Warriors, le DLC Majora's Mask détaillé », sur IGN, 19 janvier 2015.
220. 1 2 3  Takashi Yamamori Kazuya Sakai, Appearances in Other Games: Super Smash Bros., p. 310.
221. ↑  (en) Brian Shea, « Super Smash Bros. Ultimate Features 103 Stages », sur Game Informer, 8 août 2018.
222. ↑  (en) Jordan Devore, « 18 years later, the Moon from Majora's Mask still freaks me out », sur Destructoid, 24 septembre 2018.
223. ↑  Dafrans, « Travis Strikes Again : Deadly Premonition et The MISSING auront leurs t-shirts », sur Jeuxvideo.com, 1er février 2019.
224. ↑  (en) « Player's Poll Contest », Nintendo Power, no 140,‎ janvier 2001, p. 98–99.
225. ↑  (en) Paul Dean, « Hauntings and Hoaxes: Gaming's Weirdest Ghost Stories - Page 3 », sur IGN, 31 octobre 2011.
226. ↑  (en) Eric Van Allen, « The Zelda Ghost Story That Helped Define Creepypasta », sur Kotaku, 26 octobre 2017.
227. ↑  Panthaa, « Envie d'avoir l'épée de Majora's Mask ? », sur Jeuxvideo.com, 25 novembre 2014.
228. ↑  (en) Chris Pereira, « Zelda: Majora's Mask HD Fan Art Project Looks Really Impressive », sur GameSpot, 4 août 2014.
229. ↑  Stargazer, « Zelda Majora's Mask sous l'Unreal Engine 4 », sur Jeuxvideo.com, 30 mars 2016.
230. ↑  _lunatix_, « Zelda : Majora's Mask : Un sublime court-métrage dévoile les origines de Skull Kid », sur Jeuxvideo.com, 4 juillet 2016.
231. ↑  Panthaa, « Un court métrage The Legend of Zelda : Majora’s Mask en préparation », sur Jeuxvideo.com, 23 novembre 2016.
232. 1 2 3  Ankama Presse, La Saga à la sauce manga, p. 184-187.
233. ↑  Rédaction, « Le manga Zelda arrive en France ! », sur Jeuxvideo.com, 24 avril 2009.
234. ↑  Takashi Yamamori Kazuya Sakai, 2000: Majora's Mask), p. 242.
235. ↑  Dinowan, « Date de sortie de Majora's Mask 3D », sur Jeuxvideo.com, 14 janvier 2015.
236. ↑  (en) Zorine Te, « Games That Are Better On The New Nintendo 3DS », sur GameSpot, 15 février 2015.
237. 1 2  (en) « Retrorated: The Legend of Zelda: Majora's Mask 3D », Retro Gamer, no 139,‎ mars 2015, p. 100-101.
238. ↑  (en) Emanuel Maiberg, « The Legend of Zelda: Majora's Mask 3D Isn't "Just Another Remake," Nintendo Says », sur GameSpot, 9 novembre 2014.
239. ↑  (en) « Supplementary Information about Earnings Release », sur Nintendo, 7 mai 2015.